# VVER-1000
Vodo-vodní energetický reaktor VVER-1000 (rusky: Водо-водяной энергетический реактор) je jaderný reaktor řady VVER s jmenovitým elektrickým výkonem kolem 1000 MW a tepelným výkonem 3000 MW. Tento typ reaktoru je od října 2018 nejrozšířenějším tlakovodním reaktorem. Z 60 celosvětově provozovaných reaktorů VVER je 37 reaktorů právě typu VVER-1000, což je 7,5 % z celkového počtu energetických reaktorů na světě.
Jedná se o reaktor energetický, tlakovodní, heterogenní, s tepelnými neutrony. Voda slouží jako chladivo, moderátor a reflektor neutronů.
Jaderné palivo je obsaženo v palivových souborech, sestávající z palivových tyčí obsahujících tablety (pelety) oxidu uraničitého, mírně obohaceného izotopem uranu-235.
Prvním energetickým blokem s reaktorem VVER-1000 byl pátý blok Novovoroněžské JE (reaktor V-187), spuštěný v květnu 1980. Nejběžnější modifikací je sériový reaktor V-320. Výstavba bloků VVER-1000 v současnosti probíhá pouze v Íránu a Indii.

## Tvůrci reaktorů VVER
- vědecký poradce: Kurčatovovův Institut (Moskva),
- hlavní designér: OKB "Gidropress" (Podolsk),
- výrobce: Ižorské závody (Kolpino, Rusko) a Škoda JS (Plzeň, ČR). Do začátku 90. let a později znovu od roku 2012 vyrábí reaktory také obnovený závod Atommaš (Volgodonsk, Rusko).[4]

## Historie vývoje a konstrukce
VVER začal být vyvíjen v Sovětském svazu souběžně s RBMK. Na počátku 50. let se již uvažovalo o několika variantách reaktorových zařízení pro jaderné ponorky. Mezi nimi byla také koncepce reaktoru vodou chlazeným a vodou moderovaným, jejíž myšlenku navrhl v Kurčatovově institutu S. M. Feinberg. Tato možnost byla přijata i pro vývoj civilních energetických reaktorů. Práce na projektu začaly v roce 1954. V roce 1955 institut OKB "Gidropress" začal vyvíjet design. Vědecké vedení prováděli I. V. Kurčatov a A. P. Aleksandrov.
Zpočátku bylo prozkoumáváno několik variant, jejichž zadání pro návrh předložil Kurčatovův institut v květnu 1955. Jednalo se o: VES-1 – vodo-vodní reaktor s hliníkovou aktivní zónou pro nízké parametry páry, VES-2 – se zirkonovou aktivní zónou a zvýšenými parametry páry, EGV – vodní plynový reaktor s přehříváním páry, EG – plynový reaktor s grafitovým moderátorem. Dále byla zvažována možnost spojení VES-2 do jednoho energetického bloku pro výrobu saturované páry a EG pro přehřívání této páry. Ze všech možností byl pro další vývoj vybrán VES-2.
Původně měl prototypový model reaktoru VER-2 používat 110 tun přírodního uranu a 12–15 tun s obohacením okolo 25 %, ale v roce 1957 bylo rozhodnuto použít homogenní jádro s 1–3% obohacením. Zcela se změnila také konstrukce palivových souborů, změnily se geometrické rozměry reaktoru a zvýšilo se mnoho tepelných parametrů. Finální verze reaktoru, která vycházela z VES-2 byl VVER-210, jehož výstavba se uskutečnila v roce 1964 v Novovoroněžské jaderné elektrárně, která se stala první komerční jadernou elektrárnou s reaktorem VVER.
V roce 1970 byl spuštěn 2. blok novovoroněžské JE s reaktorem VVER-365 a v roce 1971 3. blok téže elektrárny s reaktorem VVER-440, který se stal sériovým sovětským reaktorem první generace. Jaderné elektrárny s VVER-440 se rozšířily, bylo postaveno mnoho energetických bloků jak v SSSR, tak v jiných zemích východního bloku včetně Československa. Prvním projektem druhé generace, který zahrnuje bloky s VVER-1000, byl energetický blok JE Loviisa s VVER-440 vyvinutý pro jadernou energetiku Finska. V letech 1977 a 1980 byly na této stanici spuštěny dva energetické bloky, při jejichž vzniku bylo využito mnoho technologických řešení, které byly později realizované v JE s VVER-1000, např. železobetonový kontejnment.

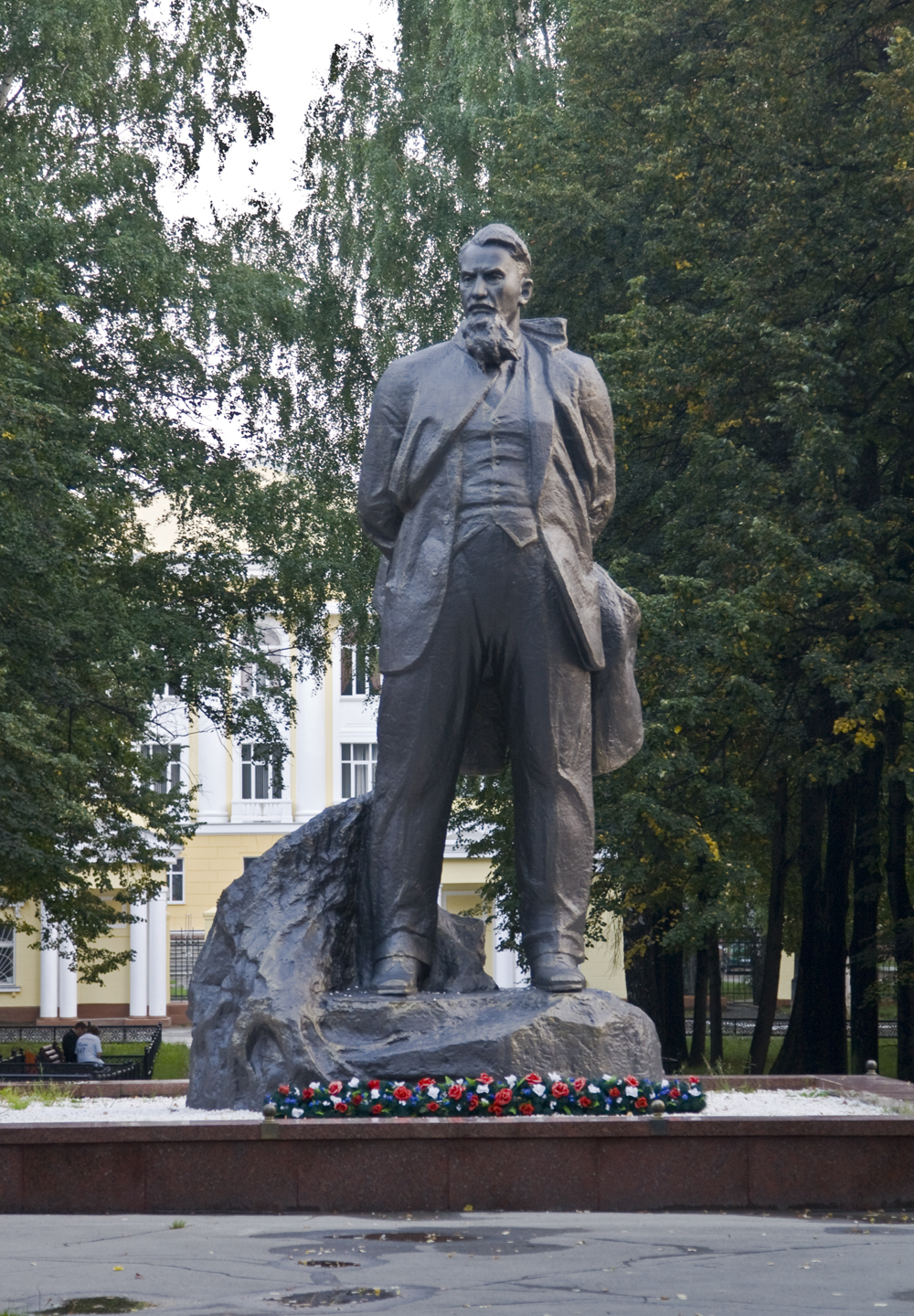
Památník I. V. Kurčatova

Práce na vývoji VVER-1000 začaly v roce 1966. Do roku 1969 byly v Kurčatovově institutu připraveny zadávací podmínky pro návrh projektu, které schválil jeho vědecký vedoucí A. P. Alexandrov. Do roku 1971 byl projekt VVER-1000 zhotoven institutem Gidropress pod vedením hlavního konstruktéra V. V. Stekolnikova a schválen SSSR Minsredmash.
Nominální výkon reaktorů VVER se zvýšil ze 440 na 1000 MW v důsledku zvětšení aktivní zóny, zvýšení hustoty energie paliva a zvýšení průtoku chladiva reaktorem. Objem aktivní zóny se zvětšil asi 1,5krát v důsledku zvýšení její výšky (podmínka pro možnost přepravy železnicí SSSR ukládala omezení příčných rozměrů reaktoru). Výkon se však zvýšil více než 2krát, což si vyžádalo zvýšení průměrné hustoty aktivní zóny jádra o cca 40 %. Zároveň se vývojářům podařilo snížit koeficienty nerovnoměrného uvolňování energie o cca 30 %. Rychlost chladicí kapaliny v reaktoru se zvýšila ze 4,1 na 5,7 m/s, tlak v primárním okruhu z 12,5 MPa na 16 MPa.
Změněna byla i některá technologická řešení, např. počet smyček pro cirkulaci chladiva byl snížen ze šesti ve VVER-440 na čtyři u VVER-1000. Výkon každé smyčky se tak stal 750 MWth (tepelných) namísto předchozích 250 MWth. Jednotková kapacita hlavních oběhových čerpadel, parogenerátorů a dalších komponent se tedy zvýšila více než 3krát. Vnitřní průměr hlavního potrubí primárního okruhu se zvětšil z 0,50 na 0,85 m. V souvislosti s použitím nových cirkulačních čerpadel s elektromotorem na dálkové ovládání, které měly prodlouženou dobu doběhu v důsledku vážených setrvačníků, bylo jednodušší řešit problém se spolehlivostí napájení pro vlastní potřebu, protože nebylo potřeba složitých přídavných zařízení (pomocné generátory nezávislé na vnějším energetickém systému).
Významnou novinkou, již testovanou na některých blocích s reaktorem VVER-440, bylo umístění hlavního zařízení bloku do silného ochranného pláště z předpjatého železobetonu s vnitřní plynotěsnou výstelkou, takzvaného kontejnmentu. Obecně byly bloky, co se týče stavební části vážně vylepšeny z důvodu dispozičního a dalšího konstrukčního řešení.
Prvním důležitým projektem elektrárny byla modifikace V-187 realizovaný na 5. bloku Novovoroněžské JE. Později byl reaktor výrazně vylepšen, hlavní zařízení reaktorového bloku také doznalo některých změn, především ve smyslu zjednodušení dispozičního řešení a následně zlepšení bezpečnostních systémů.
Veškerý konstrukční vývoj reaktorů VVER-1000 lze rozdělit do několika modifikací:
- V-187 – hlavní reaktor, prototyp dalších sériových projektů;
- B-302 a B-338 – tzv. "malá série". Modernizované palivové soubory, pohony regulačních tyčí, přepážka reaktoru;
- V-320 – "velká série", sériové reaktory. Modernizován horní blok reaktoru, dno šachty, senzory řízení uvnitř reaktoru;
- V-392, V-392B, V-412, V-428, V-446, V-466B – reaktory se zvýšenou bezpečností. Aktivní zóna, horní blok a nádoba reaktoru byly modernizovány.

Nejnovější vývoj elektráren s reaktory VVER-1000 se zlepšenými bezpečnostními charakteristikami, z nichž jeden byl implementován v elektrárně Tchienwan (projekt V-428), vytvořil základ nových reaktorů VVER-1200 (projekt AES-2006). První z těchto bloků byly použity v Novovoroněži a Leningradu, které jsou stále v provozu.
| Vývojový model   | Počet postavených jednotek (ve výstavbě) | Popis                                                                |
| ---------------- | ---------------------------------------- | -------------------------------------------------------------------- |
| VVER-1000/187    | 1                                        | Prototyp v Novovoroněži, první VVER-1000                             |
| VVER-1000/302    | 1                                        | Předchůdce 338                                                       |
| VVER-1000/338    | 3                                        | Náhrada za 302, kvůli chybnému výpočtu potřebných regulačních tyčí   |
| VVER-1000/320    | 25 (+2) (6 dlouhodobě mimo provoz)       | Sériový VVER-1000 (velká série)                                      |
| VVER-1000/341    | 0                                        | Zamýšleno pro 3. blok Loviisa                                        |
| VVER-1000/392    | 0                                        | Sériový model, nástupce VVER-1000/320 s úpravami, seismická odolnost |
| VVER-1000/392B   | 0                                        | Založeno na 320 a 392, modernizovaný kontejnment                     |
| VVER-1000/410    | 0                                        | Založeno na 392                                                      |
| VVER-1000/412    | 2                                        | Indie, založeno na 392                                               |
| VVER-1000/412M   | 0 (+4)                                   | Indie, založeno na 392 a 412                                         |
| VVER-1000/413    | 0                                        | Zamýšleno pro 3. blok Loviisa                                        |
| VVER-1000/428(M) | 4                                        | Čína                                                                 |
| VVER-1000/446    | 1                                        | VVER-1000 zabudovaný v německém kontejnmentu, Írán                   |
| VVER-1000/466    | 0                                        | AES-91/99, sériový model                                             |
| VVER-1000/466B   | 0                                        | Zamýšleno pro Belene v roce 2008 jako náhrada za 320                 |
| VVER-1000/511    | 0                                        | Založeno na VVER-TOI, potenciální projekt                            |
| VVER-1000/528    | 0 (+2)                                   | Írán                                                                 |

## Konstrukce
V reaktoru se energie uvolněná při řetězové reakci štěpení uranu přeměňuje na tepelnou energii chladiva v primárním okruhu. Ohřáté chladivo se pomocí cirkulačních čerpadel dostává do parogenerátorů, kde odevzdává část svého tepla vodě sekundárního okruhu. Pára vyrobená v parogenerátorech vstupuje do zařízení parní turbíny, která pohání turbínový generátor, čímž vyrábí elektřinu.
Obecný popis komponent:
- tlaková nádoba reaktoru
- vnitřní zařízení reaktoru
  - ochranný plášť
  - blok ochranných trub
  - šachta reaktoru
- aktivní zóna
  - palivové soubory

Porovnání aktivní zóny VVER-440 a VVER-1000

  - clustery absorbujících tyčí řídicího a ochranného systému
- vrchní blok reaktoru
- kanály měření uvnitř reaktoru;
- blok s elektronikou1 – pohony řídicího a ochranného systému
2 – hlava reaktoru
3 – nádoba reaktoru
4 – blok ochranných trub, vstupní a výstupní trysky
5 – hřídel
6 – přepážka aktivní zóny
7 – palivové soubory a regulační tyče

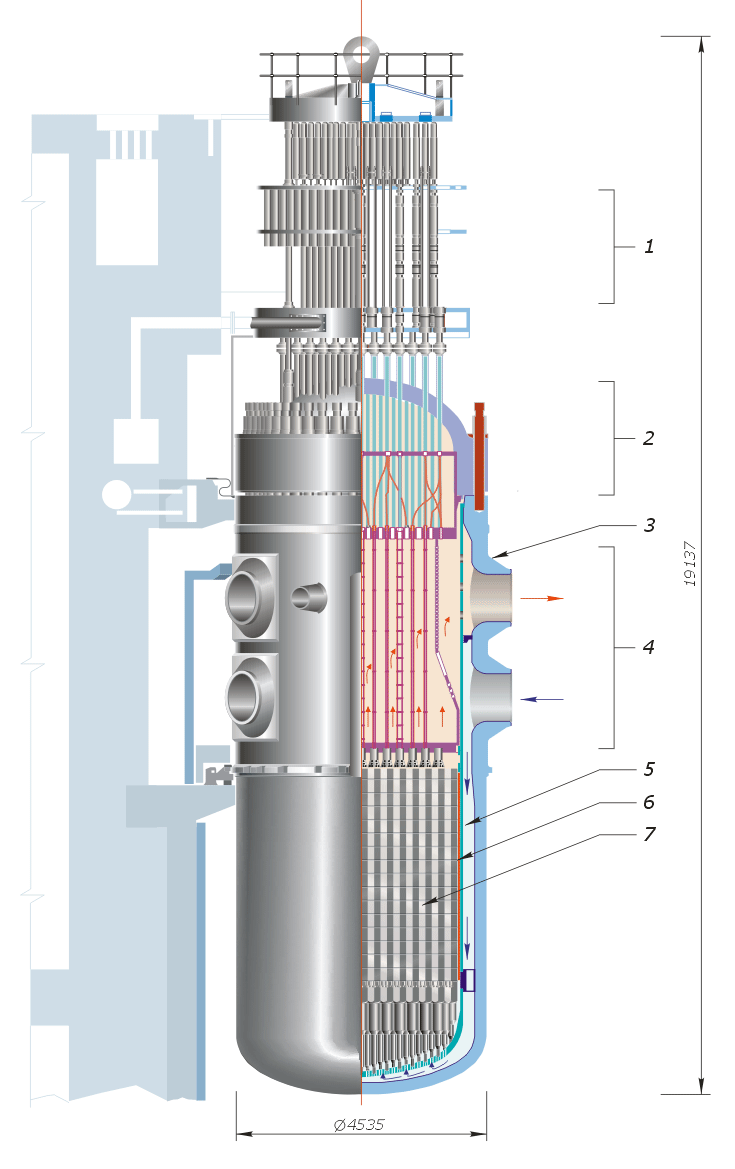
1 – pohony řídicího a ochranného systému
2 – hlava reaktoru
3 – nádoba reaktoru
4 – blok ochranných trub, vstupní a výstupní trysky
5 – hřídel
6 – přepážka aktivní zóny
7 – palivové soubory a regulační tyče

Tlaková nádoba reaktoru je vertikální válcová nádoba s vypuklým dnem, uvnitř které je aktivní zóna a vnitřní zařízení. Shora je hermeticky uzavřena víkem reaktoru, upevněným závrtnými šrouby, na kterých jsou umístěny elektromagnetické pohony regulačních tyčí a vývody kabelů vnitroreaktorových řídících a kontrolních systémů. V horní části reaktorové nádoby je ve dvou řadách osm otvorů pro přívod a odvod chladiva, dvě pro každou ze čtyř smyček, čtyři odbočky pro nouzový přívod chladiva v případě odtlakování primárního okruhu a jedna odbočka pro řídicí a měřicí přístroje.
Voda z primárního okruhu po předání tepla v parogenerátorech do druhého okruhu vstupuje spodní řadou tlakových trysek. Pevná prstencová přepážka mezi řadami spodních a horních trysek odděluje nádobu reaktoru od šachty vnitřní nádoby a tvoří pohyb proudu chladiva směrem dolů. Voda tak prochází prstencovou mezerou mezi nimi, dále perforovaným eliptickým dnem a nosnými trubkami šachty vstupuje do aktivní zóny, tedy do palivových souborů, kde dochází k ohřevu. Z palivových souborů přes děrovanou spodní desku vystupuje chladivo do jejich prstencového prostoru, dále se dostává do mezery mezi hřídelí a skříní již nad prstencovou přepážkou a výstupními otvory vystupuje z reaktoru.
Těleso přes opěrný prstenec, se kterým je spojeno perovým spojem, spočívá na nosném vazníku. Také síly z těla jsou vnímány přítlačným nosníkem přes klíčové spojení.
Vnitřní příruba hřídele dosedá na přírubu tělesa, hřídel je chráněna proti posunutí a je vystředěna hmoždinkami v horní a spodní části a ve střední části distančním kroužkem mezi vstupním a výstupním potrubím. V eliptickém dnu hřídele jsou upevněny podpěry, instalované pod každým palivovým článkem a mající otvory pro průchod chladicí kapaliny. Na úrovni aktivní zóny a kolem ní je přepážka, která je vytlačovačem a ochrannou clonou. Aktivní zóna obsahuje 163 palivových souborů s roztečí 236 mm (151 s roztečí 241 mm pro prototypový projekt V-187 v Novovoroněži), každý z nich se instaluje svým dříkem na podpěru dna hřídele.

### Tlaková nádoba
Tlaková nádoba reaktoru pracuje za velmi tvrdých podmínek. Musí odolat vysokému tlaku, teplotě a rychlému proudění chladiva a intenzivnímu ionizujícímu záření.
Pouzdro je vertikální válec s eliptickým dnem, uvnitř kterého je umístěno jádro a vnitřní zařízení. Skládá se z příruby, dvou středových částí, nosného pláště, dvou válcových plášťů a dna ve tvaru elipsy. Všechny části jsou spojené obvodovými svary.
Materiál hlavního těla je ocel třídy 15Kh2NMFA, tloušťka válcové části těla (bez povrchové úpravy) je 192,5 mm, hmotnost činí 324,4 tun. Celý vnitřní povrch nádoby je pokryt antikorozní povrchovou úpravou o tloušťce 7–9 mm. V místech styku s víkem, hřídelí a také těsněním má vnitřní povrch všech částí a některých dalších dílů tloušťku svaru minimálně 15 mm.
Příruba je vyrobena z kované skořepiny, která má výšku 950 mm, maximální vnější průměr je 4585 mm, minimální vnitřní průměr je 3640 mm. Na konci příruby je 54 otvorů pro instalaci těsnicích čepů hlavního konektoru reaktoru. Dvouřadé uspořádání odbočných trubek chladiva umožňuje zmenšit rozměry tělesa a zjednodušit schéma cirkulace chladicí kapaliny v důsledku oddělení jejího toku pevnou prstencovou přepážkou. Jsou proto umístěny nad sebou, na rozdíl od některých západních typů tlakových nádob, například AP1000.

### Horní blok
Horní blok je navržen tak, aby zajistil těsnost reaktoru a prostor pro umístění pohonů regulačních tyčí a řídicích senzorů uvnitř reaktoru. Skládá se z krytu s odbočkami a traverzou, na které jsou instalovány krokové elektromagnetické pohony řídících tyčí a vývody konektorů pro kanály neutronových měření a regulace teploty. Materiál krytu – třída oceli 15X2MFA, kryty a mechanické části – 08X18H10T. Hmotnost horního bloku je 116 tun.

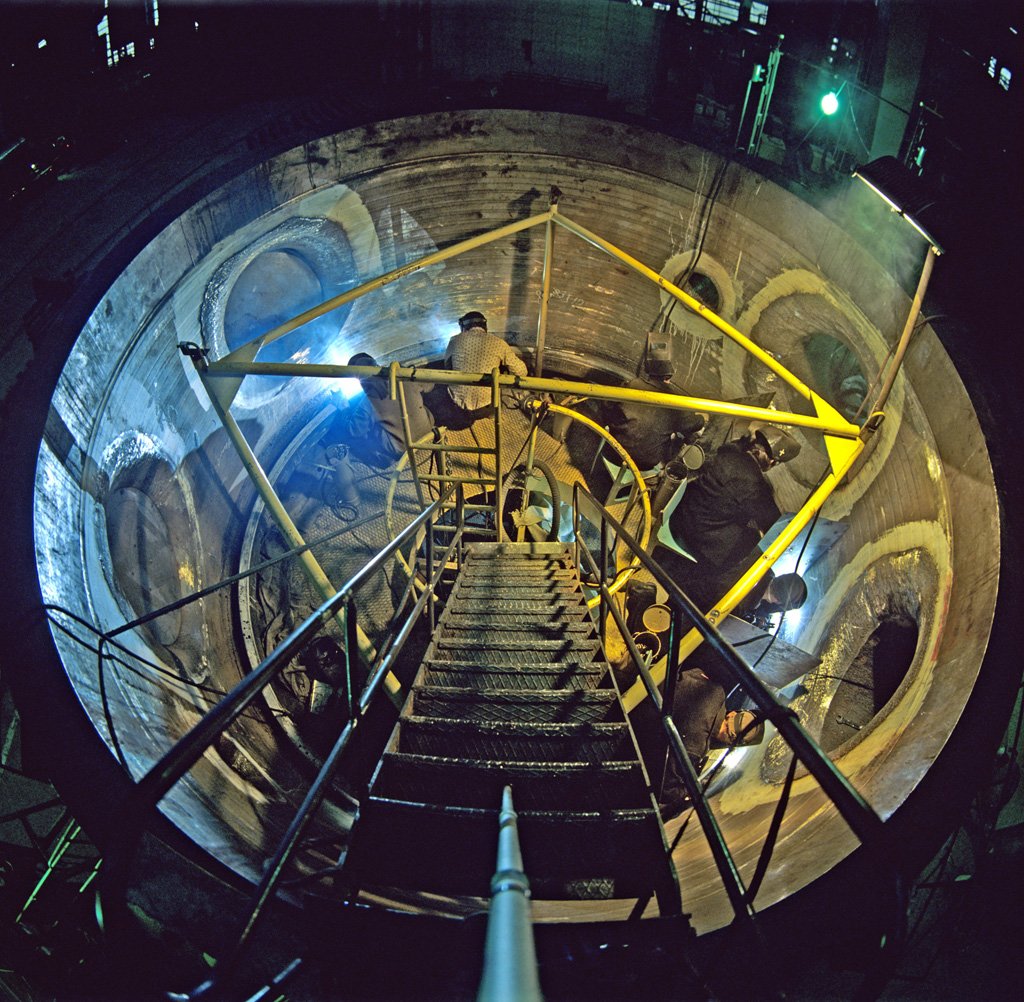
Výroba části tlakové nádoby ve Volgodonsku, 1982

Kromě plnění výše uvedených funkcí kryt zabraňuje vyplavení vnitřních komponent reaktoru. Tlakově svařovaný kryt má tvar desky a skládá se z elipsoidu a přivařené příruby. Každý pohon regulačních tyčí (kromě pohonů V-187) je instalován uvnitř šestihranné trubky, kterou je čerpán vzduch pro chlazení elektromagnetů pohonu. Traverza slouží k přepravě horního celku, navíc kovová konstrukce slouží jako ochrana proti ionizujícímu záření a mechanickému poškození z venku.
Krokové elektromagnetické pohony řídících tyčí se skládají z bloku elektromagnetů, pohybového bloku, tyče, ukazatele polohy a krytu. Elektromagnety umístěné vně krytu, pohybují tyčí, na které jsou upevněny ovládací prvky, rychlostí 20 mm/s. V případě nouzové ochrany jsou všechny elektromagnety vypnuty a tyč vlastní tíhou spadne do aktivní zóny a své konečné polohy dosáhne do 4 sekund. V instalaci V-187 byl použit jiný typ pohonu – lineární stepper, který se však ukázal jako nespolehlivý, a nebyl proto použit v dalších projektech.

### Vnitřní zařízení reaktoru
Šachta reaktoru je navržena tak, aby oddělovala vstupní a výstupní proudy chladicí vody, chránila tlakovou nádobu reaktoru před neutronovým a gama zářením a pojímala v ní prvky aktivní zóny. Skládá se z válcové skořepiny s přírubou a eliptického dna. Na dně je upevněno 163 (151 pro prototypový typ V-187) nosných trubek s roztečí 236 mm, jejichž horní část tvoří základovou desku – celá tato konstrukce slouží k montáži a správnému distancování palivových souborů. Materiál – ocel třídy 08Kh18N10T, hmotnost – 80,5 t. Na vnější části šachty pro oddělování proudů chladiva je prstencové zesílení, které je v kontaktu s distančním kroužkem nádoby reaktoru.
Blok ochranných trubek je určen k upevnění hlav palivových souborů, jejich rozmístění a zamezení naplavení, k ochraně ovládacích prvků a táhel pohonů a k některým dalším účelům.

Vrchní blok reaktoru VVER-1000

Ochranný plášť tvoří jádro reaktoru. S jeho pomocí se sníží únik chladiva a neutronů mimo aktivní zónu. Jedná se o dutý válec, skládající se z pěti prstenců – horního, tří středních a spodního. Každé dva kroužky jsou k sobě připevněny 12 svorníky, přičemž spojovací matice svorníků jsou upevněny přivařením k plášti. Každé dva kroužky jsou navíc vůči sobě upevněny 12 kolíky, rovněž přivařenými k přepážce. Na vnějším povrchu přepážkových kroužků jsou příčné prstencové drážky a průchozí kanály určené k uspořádání toku chladicí kapaliny mezi šachtou a pláštěm za účelem jejich chlazení. Horní část ochranného pláště je fixována proti pohybu v půdorysu šesti hmoždinkami, které jsou přivařeny k šachtě reaktoru. Aby se zabránilo plovoucímu pohybu, je plášť přitlačován k vnějším palivovým souborům s pomocí šesti závitových trubek instalovaných v šesti podélných kanálech pláště. Ve spodní části je ozvučnice půdorysně upevněna instalací na tři čepy upevněné ve fasetovaném pásu šachty. Materiál – ocel třídy 08X18H10T, hmotnost – 35 tun.
Vnitřní části hlavního projektu V-187 se velmi lišily od „malé série“, V-302 a V-338, kvůli významným změnám v konstrukci jádra. Vnitřní zařízení reaktoru sériového projektu V-320, stejně jako všechny následné úpravy, byly výrazně vylepšeny z hlediska zvýšení spolehlivosti konstrukce. Vnitřní části je možné při odstávce odstranit a znovu nainstalovat. 

## Hlavní neutronově-fyzikální vlastnosti
Hlavním neutronově-fyzikálním znakem VVER, z něhož pramení několik dalších, je těsná mřížka palivových článků, která je potřebná kvůli neutronovým vlastnostem vody. Poměr objemu vody a paliva je přibližně 2:1. V kombinaci s dobrými termodynamickými vlastnostmi vody to umožňuje vysokou volumetrickou výkonovou hustotu v kompaktní aktivní zóně. Některé základní neutronově-fyzikální vlastnosti reaktoru:
- Tvrdé teplotní spektrum neutronů, což zvyšuje podíl štěpení epitermálními neutrony;
- velký podíl štěpení U-238 nadprahovými neutrony v důsledku křížového efektu mezi palivovými tyčemi;
- vlastní "stínění" palivových tyčí pro neutrony rezonančních energií;
- malé hodnoty zpomalovacích a difúzních délek tepelných neutronů;
- široký rozsah změn různých reaktivních efektů během ohřevu reaktoru a jeho uvádění do provozu;
- velká počáteční rezerva reaktivity;
- stabilita a bezpečnost provozu;
- možnost výskytu lokálních kritických hmot v reaktoru v důsledku velké počáteční rezervy reaktivity.[20]

## Řízení a ochrana
U projektů s VVER-1000 jsou všechny nástroje, zařízení a přístroje pro monitorování a řízení reaktoru zahrnuty do automatizovaného systému řízení stavu reaktoru. Všechny systémy se přitom podle pravidel jaderné bezpečnosti dělí na systémy (prvky) kontroly a řízení a na systémy řízení a ochrany.

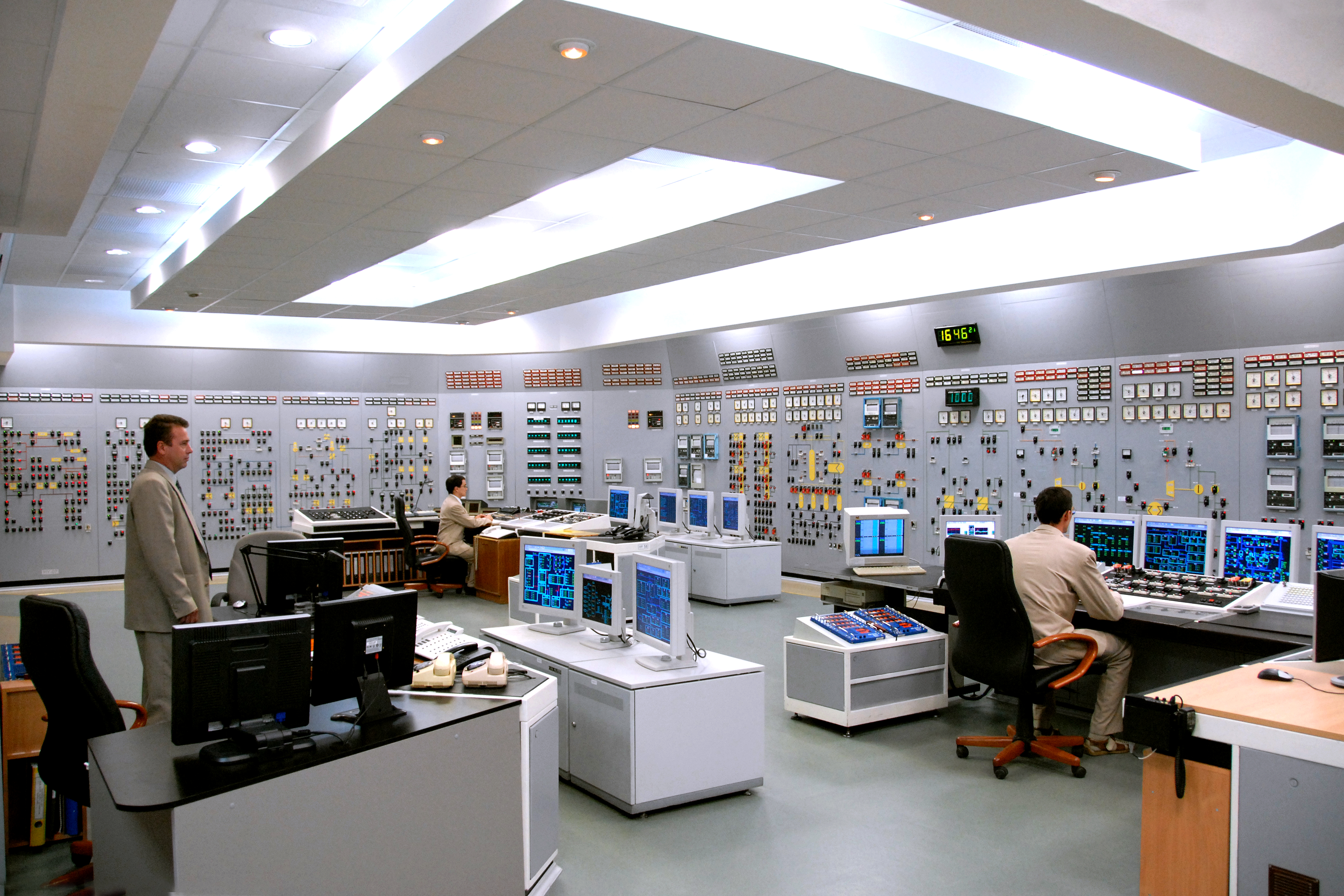
Velín reaktoru VVER-1000/320

### Systémy řízení a ochrany
V elektrárnách s reaktory VVER-1000 jsou funkce regulačních tyčí z hlediska neutronových a tepelných parametrů prováděny komplexně za použití různých technických prostředků se speciálním softwarem.
Systémy obsahují:
- zařízení pro řízení neutronového toku;
- systém skupinového a individuálního ovládání regulačních tyčí;
- zařízení pro řízení výkonové hustoty;
- ochranná zařízení podle technologických parametrů;
- komplex elektrických zařízení;
- zobrazovací a záznamová zařízení;
- zařízení pro logické zpracování ochranných signálů;
- Zařízení pro kontrolu vibrací vnitroreaktorových zařízení;
- zařízení pro korekci čtení neutronového toku;
- zařízení pro řízení výkonu;
- zařízení pro amplifikaci signálů;
- zařízení pro generování havarijních příkazů.

Zařízení pro řízení neutronového toku poskytuje systému informace o parametrech řetězové reakce, proto je nejdůležitější částí z hlediska zajištění jaderné bezpečnosti. Zařízení pro řízení neutronového toku zajišťuje řízení výkonu reaktoru, periody, reaktivity, hustoty toku neutronů; diskrétní signalizace o překročení nastavení pro provoz havarijní a preventivní ochrany z hlediska výkonu a periody neutronů, dále výpočet axiálního rozložení výkonu v AZ, jeho charakteristik, koeficientů a objemové nerovnoměrnosti. Všechny tyto funkce zajišťuje zařízení pro řízení neutronového toku pomocí dvou nezávislých sad, které zahrnují různá zařízení a subsystémy a také detekční jednotky umístěné v kanálech biologické ochrany reaktoru, mezi které patří detektory se štěpnými ionizačními komorami

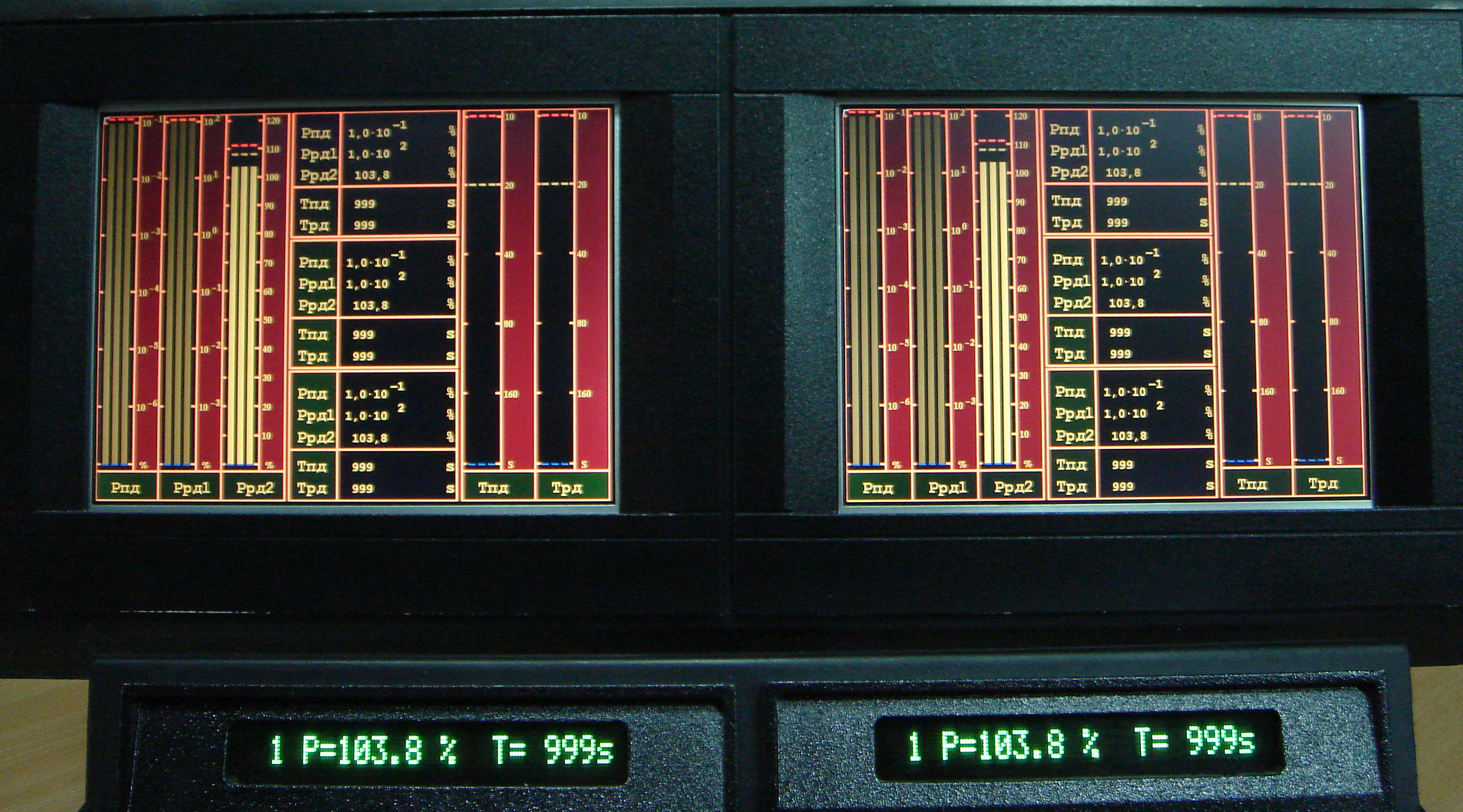
Vizuální zobrazení parametrů zařízením pro řízení toku neutronů reaktoru VVER-1000

Klíčovou složkou systému skupinového a individuálního ovládání regulačních tyčí jsou absorpční tyče, které jsou sdruženy do svazků, tzv. clusterů, po 18 tyčích. Všechny regulační tyče clusteru jsou vždy ve stejném palivovém souboru. Jeden pohon posouvá celý cluster, který se může pohybovat po vodících kanálech uvnitř palivové kazety. Kanály pro vstup regulačních tyčí jsou sice vybaveny všechny palivové soubory, clusterů je ale pouze 61 (Palivových souborů je 163). Vodící kanály jsou tenkostěnné zirkonové trubice o průměru 8,2 mm s výškou sloupce absorpčního materiálu 3740 mm. Jako absorpční materiál je použit karbid boru a ve spodní části regulační tyče dysprosiumtitanát (Dy2Ti2O7). Včetně ocelového závaží je hmotnost jednoho clusteru 18,5 kg a více. Zpočátku se používaly ocelové tyče pouze s karbidem boru jako absorbérem. V modifikaci V-187 se jejich počet lišil – 109 clusterů po 12 skupinách, v dalších projektech po V-320 – až 121 clusterů.
Clustery se zpravidla neřídí jednotlivě, pro usnadnění řízení jsou sdruženy do skupin, ve všech projektech v 10, z nichž jeden slouží k regulaci během provozu a 9 dalších jako havarijní ochrana a řešení některých specifických úkolů, např. potlačení xenonových transientů. Rychlost pohybu clusterů je 20 mm/s. V případě nouzové ochrany jsou všechny elektromagnety vypnuty a tyč vlastní tíhou spadne do aktivní zóny a své konečné polohy dosáhne do 4 sekund. Rychlost při volném pádu je 1–1,2 m/s. Důležitými charakteristikami skupin absorpčních tyčí jsou jejich diferenciální a integrální účinnosti, které jsou závislé na hloubce ponoření do aktivní zóny a vlivem skupinové interference a vzájemného zkreslení neutronového pole na intenzitě přechodového procesu v reaktoru. Před každým novým zatížením reaktoru je pečlivě změřena integrální váha všech skupin a jejich diferenciální a integrální křivky účinnosti a spolu s dalšími neutronovými charakteristikami jsou využívány personálem obsluhujícím reaktor.

### Regulace boru
Reaktory VVER využívají kromě absorpčních tyčí i další způsob změny reaktivity – regulaci borem, tedy změnu koncentrace kapalného absorbátoru neutronů, kyseliny borité v primárním okruhu. Hlavním úkolem regulace boru je kompenzovat pomalé změny reaktivity během chodu reaktoru. Po doplnění čerstvého paliva je v reaktoru, i díky nízké teplotě, velký nadbytek reaktivity(30 až 40 βeff), který by nebylo možné kompenzovat ani se všemi regulačními tyčemi, před a během spuštění reaktoru musí být proto v chladivu vysoká koncentrace kyseliny borité, řádově stovky ppm. koncentrace kyseliny borité se během provozu snižuje rychlostí asi 3 ppm/den. koncentrace kyseliny borité by nikdy neměla přesáhnout 1 500 ppm, hrozil by totiž pozitivní tepelný koeficient, kvůli kterému by reaktor mohl být neovladatelný. Existuje řada dalších pomalu se měnících efektů kompenzovaných regulací boru, jako je struskování paliva.
Změnu koncentrace kyseliny borité zajišťuje systém proplachování a doplňování primárního okruhu (to je jedna z hlavních funkcí systému). Nízký průtok vody systémem doplňování zajišťuje velmi nízkou rychlost vstřikování s kladnou reaktivitou, aby byly splněny bezpečnostní předpisy.
Použití kyseliny borité jako absorbéru neutronů umožňuje snížit nerovnoměrné rozložení uvolňování energie v aktivní zóně, protože roztok mění neutronově-fyzikální vlastnosti rovnoměrně v celém svém objemu. Vzhledem k nízké rychlosti změny reaktivity se však tato metoda prakticky nepoužívá pro on-line řízení v intenzivních přechodových procesech. Potenciálně velmi silný vliv kyseliny borité na reaktivitu zároveň umožňuje využít změnu její koncentrace v několika bezpečnostních systémech, které jsou schopny vpustit do primárního okruhu velké objemy vody s vysokou koncentrací absorbentu k zastavení řetězová reakce. Kyselina boritá se také používá k zajištění hluboké podkritičnosti reaktoru ve studeném stavu a při doplňování paliva.

### Řízení výkonu
Provoz reaktorů, a to i při jmenovitém výkonu, vyžaduje stálé sledování hlavních neutronově-fyzikálních a tepelně-hydraulických parametrů aktivní zóny. Při maximálním výkonu je teplota vody na povrchu pláště některých palivových proutků blízká varu a v malém množství je dosahováno i lokálního povrchového varu. Výskyt objemového varu v aktivní zóně vede ke snížení součinitele přestupu tepla, tedy ke snížení předávání tepla, a následně k prudkému zvýšení teploty palivových článků a možnosti jejich poškození.
Řízení výkonu je založeno na měření neutronových a tepelných výkonů v různých verzích a také na polích uvolňování energie. Tento úkol je přiřazen řídicímu systému uvnitř reaktoru, který zahrnuje různé neutronové toky, tepelně-hydraulické parametry a senzory řízení procesu, z nichž jsou signály přenášeny přes měřicí a signální kabely, spínací a pomocná zařízení do speciálního softwaru a hardwarové komplexy.

### Spouštění a zastavení reaktoru
Výkon reaktoru je řízen personálem pomocí individuálního a skupinového řídicího systému (SIMS) nebo automatického regulátoru výkonu (ARM). V případě, že se skupina dostane mimo regulovaný rozsah poloh, v závislosti na výkonu reaktoru se změní koncentrace kyseliny borité v primárním okruhu a absorpční tyče se uvedou do normální polohy. Jako řízená veličina se používá buď neutronový výkon nebo tlak v hlavním parním kolektoru sekundárního okruhu.. V případě přechodných procesů s náhlým vypnutím zařízení, například jednoho z hlavních oběhových čerpadel, speciální regulátor omezení výkonu (ROM) plynule sníží výkon reaktoru na odpovídající nový provozní režim ovlivněním řídicí skupiny CPS OR. Pokud je přechodový proces velmi vážný, například dojde k prudké nečekané zátěži turbogenerátoru, spustí se algoritmus zrychleného zatížení jednotky (URB), který resetováním skupiny CPS OR speciálně přidělené pro tento účel okamžitě sníží výkon o 50 % za dobu asi 5 sekund.
Charakteristickým rysem VVER-1000 je možnost tzv. xenonových oscilací podél výšky aktivní zóny, tedy axiálně. Podstatou tohoto nebezpečného jevu je, že během přechodových jevů může být veškerý výkon nebo jeho většina soustředěna do relativně malé části objemu reaktoru, například do jeho poloviny, což může vést k nucenému odstavení reaktoru, aby se zabránilo poškození aktivní zóny. K potlačení tohoto efektu se používají speciální metody a algoritmy pro provoz řídicích systémů.
Primární okruh je při spouštění reaktoru ohříván na 260–280 °C hlavními oběhovými čerpadly, dále teplem z paliva a elektrickými ohřívači kompenzátoru objemu. Poté se postupně všechny skupiny CPS OR zvednou do regulované polohy a pomocí výměny vody se sníží koncentrace kyseliny borité v okruhu. Vzhledem k tomu, že reaktor má vždy (kromě prvního startu) palivo, které již zreagovalo a je silným zdrojem neutronů. Jak se reaktor blíží ke kritickému stavu, výkon neutronů roste rychleji při konstantní rychlosti zvyšování reaktivity. Pokud se zkrátí doba zrychlení na nebezpečné hodnoty, dojde ke spuštění výstrahy nebo havarijní ochrany. Když další uvolnění reaktivity zdvojnásobí podkritický výkon, další stejné uvolnění uvede reaktor do kritického stavu. Činnosti personálu jsou v tomto případě založeny na předběžných výpočtech počáteční koncentrace kyseliny borité a jsou odraženy od čtení neutronových výkonových a periodických senzorů, jakož i speciálních přístrojů, reaktometrů, algoritmu pro výpočet reaktivity.

Nestacionární xenonová otrava jádra po vypnutí reaktoru

Odstavení reaktoru a jeho převedení do podkritického stavu se provádí zvýšením koncentrace kyseliny borité a ponořením absorpčních tyčí do ní. V případě běžné odstávky, například při plánovaných opravách a výměně paliva na konci chodu reaktoru, probíhá proces plynule při určité předem stanovené rychlosti. V případě preventivního nebo nouzového ochranného zásahu velmi rychle, asi za 10 sekund. Důležitým problémem je přitom zbytkové teplo, které v prvních minutách činí až 6,5 % jmenovitého výkonu, ale rychle klesá – první den po odstavení o 75 %. K odstranění uvolněné zbytkové energie po snížení tlaku v primárním okruhu a vypnutí hlavních oběhových čerpadel se používá systém nouzového ochlazování.

### Havarijní a preventivní ochrana
Systém havarijní ochrany (HO) reaktorů VVER-1000 může být spuštěn jak automaticky, když systém přijme určité signály ze senzorů, tak v důsledku zásahu personálu na speciální tlačítko na ovládacím panelu.
HO se spouští automaticky podle řady nastavení spouště, mezi něž patří nastavení periody, úrovně neutronového toku, tlak, teplota, hladina chladiva v různých zařízeních, jejich rozdíly a určité kombinace. Tyto kombinace signálů jsou vypočteny tak, že automaticky diagnostikují určité nehody, například shoda signálů „tlak v parním potrubí sekundárního okruhu je menší než 5 MPa“ a „rozdíl v saturačních teplotách primárního a sekundárního okruhu je více než 75 °C“ říká o prasknutí parovodu sekundárního okruhu nebo napájecího potrubí parogenerátorů (může se však jednat i o jiné příčiny). Kromě nepřijatelných neutronově-fyzikálních a termodynamických parametrů mohou ochranný provoz iniciovat i další události: odstavení hlavních cirkulačních čerpadel, odpojení zařízení regulačních tyčí od napájení, seismický náraz o síle více než 6 stupňů, přetlak pod kontejnmentem o více než 30 kPa (velký únik primárního nebo sekundárního okruhu v kontejnmentu). Kromě nastavení automatického provozu existuje široká škála případů, kdy musí být činnost ochrany iniciována personálem stisknutím tlačítka HO.

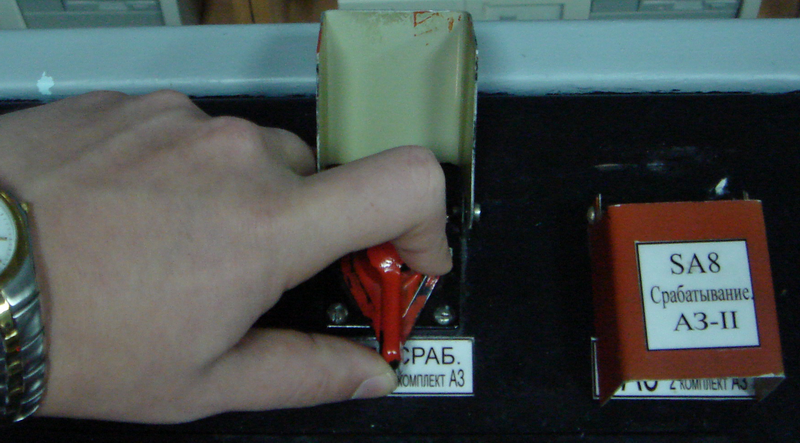
Tlačítko AZ (v českých VVER pod názvem HO-1) pro nouzové odstavení

Při spuštění havarijní ochrany se vypne napájení elektromagnetů pohonů regulačních tyčí a všechny absorbující tyče spadnou vlastní tíhou do aktivní zóny, čímž se reaktor uvede do 5 sekund do podkritického stavu. Spouštěcí algoritmus je doprovázen zapnutím čerpadel borového koncentrátu, která přivádějí roztok kyseliny borité do primárního okruhu přes systém proplachování. V případě některých závažných signálů indikujících netěsnosti v primárním okruhu se spolu s aktivací HO spouští vysoce výkonná havarijní čerpadla, která při poklesu tlaku v něm přímo přečerpávají stále větší množství roztoku kyseliny borité do primárního okruhu. V případě závažných signálů jsou veškerá zařízení uvnitř kontejnmentu odpojena od budovy speciálními ochrannými armaturami – pneumatickými uzavíracími armaturami a šoupátky, které se i přes velké průměry potrubí dokážou uzavřít během několika sekund. Na základě bezpečnostních požadavků jsou na každém potrubí alespoň tři z nich komunikující se zařízením uvnitř kontejnmentu, část uvnitř, část vně.
Reaktory VVER-1000 mají kromě havarijního stavu tzv. preventivní ochranu, jejíž nastavení je nižší. Podle signálů varovné ochrany je buď uvalen zákaz dalšího zvyšování výkonu, nebo se skupiny regulačních tyčí začnou postupně pohybovat dolů normální rychlostí až do odstranění signálu. Preventivní ochrana implementuje u některých signálů algoritmus pro zrychlené vykládání bloku, když jedna ze skupin odpadne, čímž se okamžitě sníží výkon o 50 %. Aktivaci preventivní ochrany a její zrychlené verze může iniciovat i obsluha s pomocí speciálních tlačítek.

## Jaderné palivo

Nové palivové soubory TVS-2M

Jaderné palivo pro reaktory VVER-1000 vyrábí závod na chemické koncentráty Novosibirsk a závod Elemash, které dodává společnost TVEL. Za léta provozu reaktorů prošlo palivo velkou modernizací, v současné době existuje několik konkurenčních modelů palivových souborů – jedná se o modifikace TVSA (OKBM pojmenované po I. I. Afrikantovovi) a TVS-2M (OKB Gidropress). První je využíván na energetických blocích JE Temelín (Česká republika), JE Kalinin (Rusko) a téměř všech blocích s VVER-1000 na Ukrajině a v Bulharsku. Druhý typ je využíván na všech ostatních elektrárnách. Společnost Westinghouse Electric Company se snaží vstoupit na trh s palivy VVER-1000. V roce 2011 zahájila dodávky svých palivových souborů na Ukrajinu. Podle smlouvy uzavřené v roce 2008 dodá Westinghouse v letech 2011–2015 minimálně 630 palivových souborů pro postupnou výměnu ruského paliva u minimálně 3 energetických bloků za VVER-1000. Předchozí pokus Westinghouse dodat palivo do JE Temelín skončil neúspěšně. Palivo muselo být předčasně vyměněno zpět na ruský TVEL.

### Palivová tyč
Palivová tyč je hermeticky uzavřená trubice vyrobená ze zirkonu dopovaného niobem pro zvýšení plasticity. Teplota tání materiálu je asi 1900 °C, při teplotách nad 350 °C se zhoršuje jeho pevnost. Tloušťka pláště je 0,65 mm, vnější průměr trubice je 9,1 mm. Délka palivové tyče je 3800 mm, hmotnost 2,1 kg. Uvnitř palivové tyče jsou uranové tablety a v horní části pružina, která kompenzuje jejich tepelné pohyby.

### Palivová tableta

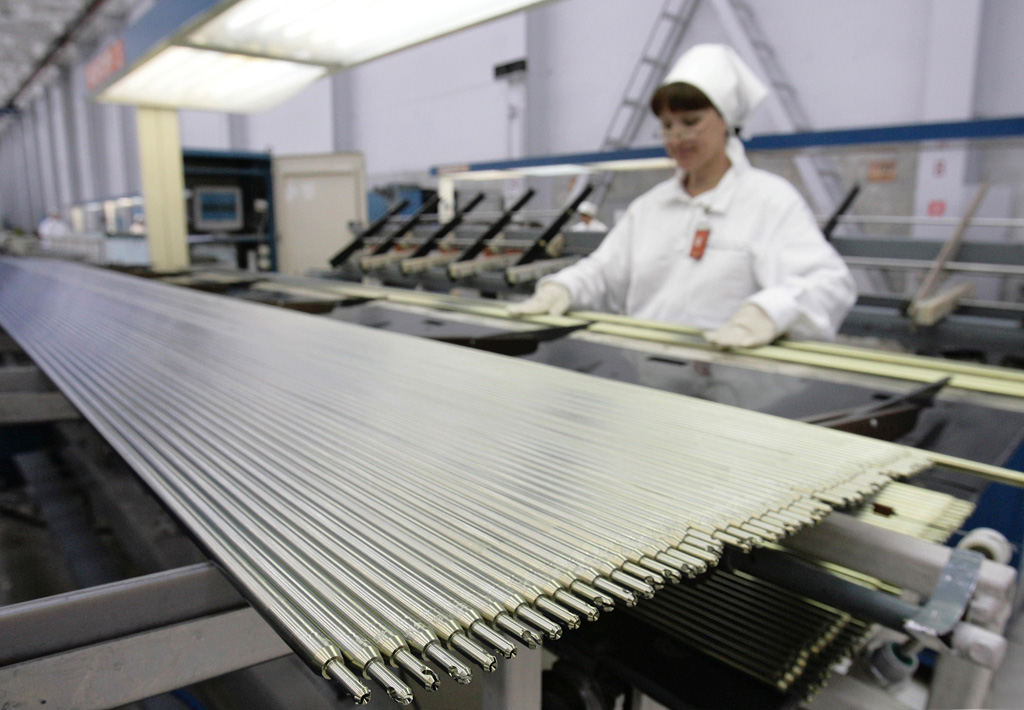
Výroba palivových článků v Novosibirsku

Palivová tyč obsahuje tablety oxidu uraničitého o hustotě 10,4–10,7 g/cm³, každá o vnějším průměru 7,57 mm a výšce 20 mm. Uprostřed tablety je otvor o průměru 1,2 mm, hrany jsou zkosené. Mezera mezi tabletou a obalem, stejně jako středový otvor, jsou navrženy tak, aby umožnily tabletě expandovat v důsledku radiačního bobtnání. Pelety jsou upevněny v palivovém článku pomocí dělených pouzder. Celková délka sloupce pelet je 3530 mm (během provozu se prodlužuje o 30 mm), zabírají 70 % prostoru uvnitř palivového článku, zbytek prostoru zabírá inertní helium o tlaku 2–2,5 MPa, během provozu se k němu přidávají plynné štěpné produkty, čímž se tlak uvnitř článku zvyšuje na 5–8 MPa. Během provozu je průměrná teplota ve středu tablet 1500–1600 °C, na povrchu asi 470 °C. Tepelná energie se během řetězové reakce uvolňuje s intenzitou 450 W / cm³. Všechny pelety v palivové tyči a obvykle i v celém palivovém souboru mají stejné obohacení, s výjimkou nejnovějšího vývoje palivových tyčí, které mají na koncích 150 mm neobohaceného uranu. Standardní obohacení pro VVER-1000:
1,6 – 2,0 – 2,4 – 3,0 – 3,6 – 4,0 – 4,4 – 5,0 %
Zpočátku byly používány pelety s vnitřním otvorem 2,35 mm a maximálním obohacením až 4,4 %. Jako materiál pláště byla používána slitina E110 s 1 % niobu, na počátku 21. století začali používat nový materiál – E635 s 1 % Nb, 1–1,5 % Sn a 0,3–0,5 % Fe, materiál má lepší odolnost vůči radiačním otokům.

### Palivové soubory
Palivové soubory používané na VVER-1000 mají šestiúhelníkový tvar. Jejich délka je cca 4,5 m a váží 760 kg, jejich objem je 80 l. Jejich celkový počet v aktivní zóně je 163. Každá se skládá z 312 palivových tyčí a má 18 trubkových kanálů pro vstup absorpčních tyčí. Jsou od sebe vzdáleny 3,65 mm, s roztečí 12,75 mm. V hlavním projektu V-187 je konstrukce paliva výrazně odlišná: 151 palivových souborů, každý s 317 palivovými články, plášť ze zirkonové slitiny, podobný návrhu palivových souborů pro VVER-440. V dalších projektech po sériových reaktorech je počet palivových tyčí 311, s čímž souvisí nárůst počtu palivových souborů s clustery až na 121 (v sérii 61).
Hlavní částí palivových souborů je svazek palivových tyčí z nichž každý je ve spodní části připevněn ke dříku palivových souborů rybinovým spojem. Seshora se svazek opírá o hlavu přes pružiny, maximální zdvih pružin je 22 mm. Rám konstrukce se skládá z 18 trubkových kanálových vedení a 12–15 distančních mřížek. Jmenovitý průtok vody každým palivovým souborem je asi 500 m³/h, přičemž průměrná rychlost chladiva je 5,6 m/s. Každý palivový soubor je vystaven hydraulické výtlačné síle přibližně 4500 N.
Palivo je vyměňováno postupně, na konci kampaně reaktoru je část palivových souborů vyložena speciálním strojem na výměnu paliva a stejný počet čerstvých souborů je zavezen zpět do aktivní zóny. Postupem času byly díky modernizaci implementovány různé možnosti kampaní, nejmodernější jsou kampaně s výměnou třetiny paliva každých 18 měsíců anebo pětin jádra každý rok. To znamená, že každá sestava je provozována 4,5 a 5 let, resp.
Od počátku 90. let nepřetržitě probíhaly práce na modernizaci paliva pro VVER-1000 ve dvou alternativních směrech (TVS-2 a TVS-A). Odborníci poznamenávají asi šest generací palivových souborů:
- Pláštěné palivové soubory hlavního projektu V-187;
- Palivové soubory bez pláště, určené pro dvouletý palivový cyklus s tyčemi se spalovacími jedy, ve kterých byla pouze centrální trubice, opláštění palivových tyčí a tyčí se spalovacími jedy je vyrobeno ze zirkonové slitiny E110, vše ostatní bylo vyrobeno z nerezové oceli 08Kh18N10T ( 06Kh18N10T pro opláštění PEL). Uvnitř trubek je prášek boridu chromitého přimíchaný v tavenině hliníkové slitiny PS-80 s obsahem boru 1,5 %. Maximální obohacení uranu-235 bylo 4,4 %. Tento návrh poskytoval průměrné vyhoření paliva asi 43 MW*den/kg a dobu trvání kampaně asi 290 eff. dní;
- FA s nerezovým rámem pro tříletý palivový cyklus;
- TVS-M s nerezovým rámem s odnímatelnými hlavami pro 3–4letý cyklus;
- UTVS, ve kterém jsou vodicí kanály a distanční mřížky vyrobeny ze slitiny zirkonia namísto nerezové oceli, což zlepšilo jejich neutronově-fyzikální vlastnosti. Trvání kampaně zvýšeno na 330 eff. dní;
- TVS-2 a TVS-A. Zásadní změna konstrukce. V sestavě vyvinuté OKB Gidropress, TVS-2, pro řešení problému zakřivení, byl rám ztuhlý pomocí bodového přivaření vodících kanálů k distančním mřížkám a také výměnou materiálu: začaly být vyrobeny výhradně z nové slitiny zirkonia E-635. V náhradní montáži OKBM im. I. I. Afrikantov, TVS-A (také celý zirkonový), tuhý rám tvořily rohy přivařené k distančním mřížkám. Oba návrhy umožnily vyřešit důležitý technický problém mechanického zakřivení a výrazně zvýšit možné vyhoření paliva na 50 MW*den/kg a dobu trvání kampaně až na 360–370 eff. dnů. Oba směry konstrukce byly později vylepšeny – TVS-2M, vylepšený TVS-2, vytvořený s cílem implementovat 18měsíční palivový cyklus (asi 510 eff. dnů), a několik modifikací TVS-A: TVSA -PLUS, TVSA-ALFA a TVSA-12.[28] Nové druhy paliva mají maximální obohacení až 5 % a zvýšené množství uranu (včetně tzv. prodlužovacích blanketů na koncích palivových tyčí neobohacených uranových pelet, jejichž celková délka je 150 mm), které umožňují zajistit přechod na dlouhodobé palivové cykly — 4,5 roku s výměnou paliva každých 18 měsíců u TVS-2M a pět let s výměnou každý rok u TVS-A.[27]Palivové soubory TVS-A (vlevo) a TVS-2

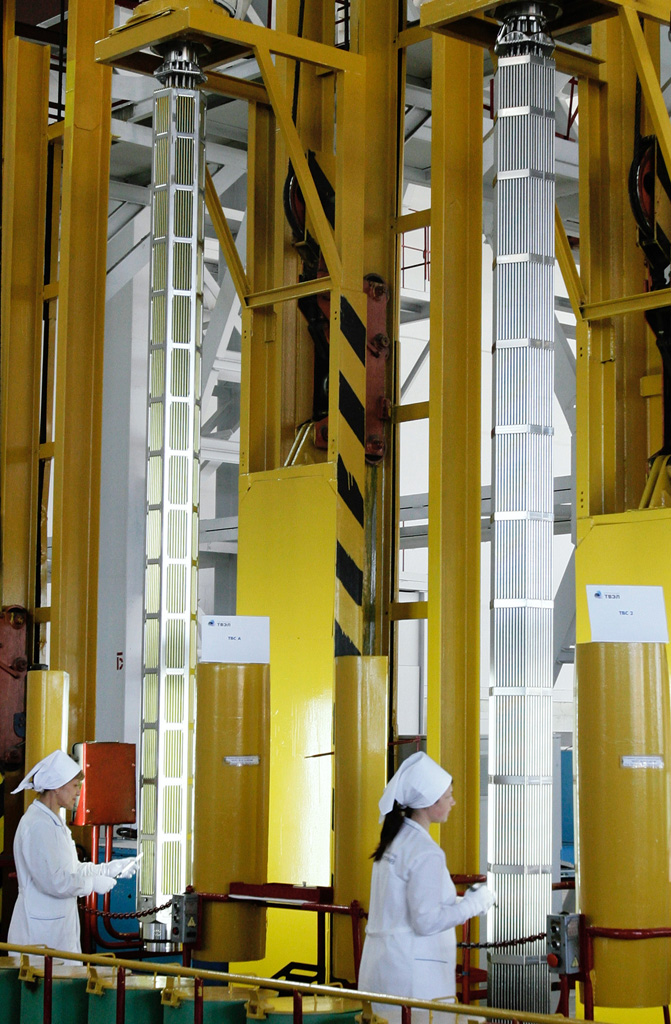
Palivové soubory TVS-A (vlevo) a TVS-2

Po vyložení z aktivní zóny reaktoru je vyhořelé palivo umístěno do speciálního chladicího bazénu vyhořelého paliva umístěného vedle reaktoru, kde je skladováno po dobu 3–4 let, aby se snížilo uvolňování zbytkové energie. Palivo je poté odesláno ke skladování, likvidaci nebo zpracování. Vyhořelé palivo z JE Temelín je momentálně skladováno v suchém skladu v areálu elektrárny na dobu neurčitou. Předpokládá se, že v případě příznivých podmínek na trhu bude palivo přepracováno. Z uranu a plutonia se vytvoří MOX palivo, zbylé aktinoidy a štěpné produkty budou trvale uloženy v hlubinném úložišti.

### Nuklidové složení
Jednou z nejdůležitějších charakteristik palivového cyklu je stupeň vyhoření, který udává množství uvolněného tepla na jednotku hmotnosti buď uranu samotného, nebo oxidu uraničitého. Ve VVER-1000 je při 3–5leté kampani s částečným doplňováním paliva s obohacením 3–5 % dosaženo stupně vyhoření 40–55 MW*den/kg. Nejvíce namáhané palivové tyče uprostřed aktivní zóny však mohou mít vyhoření mnohem vyšší. Obsah U-235 v palivovém článku se během 3–4 let provozu snižuje, například ze 4,4 % v čerstvých palivových souborech na 0,6–0,8 % před vyložením z reaktoru.
Kromě štěpného U-235 v palivu vzniká nový štěpný nuklid (konverze jaderného paliva) Pu-239 jako výsledek radiačního záchytu neutronů jádry U-238, který je většinovou složkou paliva (přes 80 %). V důsledku dalšího záchytu kromě Pu-239 také Pu-240, Pu-241 a Pu-242. Koeficient přeměny (konverze) pro VVER je přibližně 0,5–0,6. Maximální množství U-238 přeměněného na Pu-239 jsou 3 %. Přibližné izotopové složení plutonia při dosažení maximálního vyhoření paliva (tzv. VVER-Pu) je 60 % Pu-239, 24 % Pu-240, 12 % Pu-241 a 4 % Pu-242.
Mezi štěpnými produkty U-235 je více než 250 různých nuklidů, z nichž asi čtvrtinu tvoří dlouhodobé jedy, jedná se o stabilní a dlouhověké nuklidy podílející se na neproduktivním záchytu neutronů. Během provozu reaktoru se jejich koncentrace téměř lineárně zvyšuje se stupněm vyhoření, po odstavení však neklesá. Tento proces se nazývá otrava jaderného reaktoru a má za následek ztrátu části reaktivity paliva v průběhu kampaně.
Při vysokém stupni vyhoření se ve VVER hromadí také minoritní aktinoidy Am-241,242,243, Cm-243,244,245, Bk a Cf. Spontánní štěpení a α-rozpad těchto prvků významně přispívá k aktivitě vyhořelého paliva, a to i přes jejich malou koncentraci (asi 1 kg/t).

## Blok s reaktorem VVER-1000
Elektrárny s VVER-1000 pracují podle dvouokruhového cirkulačního schématu. Z hlediska bezpečnosti jsou téměř totožné s evropskými a americkými instalacemi s reaktory PWR. Pro každou energetickou jednotku se staví samostatná hlavní budova. Veškerá zařízení elektrárny i speciální technologické systémy (bezpečnostní systémy a pomocné systémy) jsou umístěny v reaktorovém prostoru bloku.
Reaktorová budova se skládá z utěsněných a netlakových částí. V přetlakové části, obvykle nazývané kontejnment, je umístěno zařízení primárního okruhu a reaktor. Kontejnment je proveden ve formě válce z předpjatého železobetonu o tloušťce 1,2 metru, vnitřním průměru 45 metrů a výšce 52 m, z kóty 13,2 m nad úrovní terénu, kde je umístěno jeho ploché dno, do kóty 66,35 m, kde se nachází jeho klenutý vrchol. Celkový objem je 67 000 m³. Všechna velká hlavní zařízení v kontejnmentu je obsluhována kruhovým otočným polárním jeřábem a na těžko dostupných místech jednokolejnými jeřáby s elektrickými kladkostroji.
Netlaková část (budova kolem kontejnmentu) asymetricky obklopuje plášť kontejnmentu. Má půdorys čtverce straně 66 m. Stavba je pod zemí o 6,6 m a stoupá o 41,4 m, na dně má velký transportní otvor, kterým je možné dovážet náhradní díly nebo palivo. Na přístavbě budovy je větrací potrubí pro vyfukování z průmyslových prostor o průměru 3 m. S tímto potrubím je blok reaktoru vysoký přes 100m.
Všechna velká zařízení a potrubí jsou vybavena hydraulickými tlumiči nárazů, komplexním systémem podpěr, závěsů, omezovačů vibrací a dalších zařízení k ochraně před zemětřesením, působením reaktivních sil a létajících předmětů při útoku na elektrárnu.

### Primární okruh
V primárním okruhu cirkuluje chladivo – voda pod tlakem cca 16 MPa, což zabraňuje jejímu varu. Chladivo vstupuje do reaktoru o teplotě přibližně 289 °C, ohřeje se v něm na 322 °C a je posíláno 4 cirkulačními smyčkami do parogenerátorů, kde předává své teplo sekundárnímu okruhu. Z parogenerátorů se voda vrací zpět do reaktoru hlavními oběhovými čerpadly. Pro udržení stability tlaku a kompenzaci změn objemu chladicí kapaliny při jejím zahřívání nebo ochlazování se používá speciální kompenzátor tlaku (kompenzátor objemu). Celkový objem primárního okruhu je 370 m³.
Hlavní cirkulační potrubí o vnitřním průměru 850 mm napojuje zařízení primárního okruhu. Jsou umístěny ve dvojicích na opačných stranách reaktoru s úhlem mezi párovými smyčkami 55°. Konstrukce potrubí a způsoby jejich upevnění jsou navrženy tak, aby vydržely zatížení při zemětřesení o síle 9 stupňů se současným protržením jedné z cirkulačních smyček. V místech napojení jsou instalovány omezovače průtoku ke snížení úniků v případě prasknutí potrubí.
Parogenerátor je určen k přenosu energie vyrobené v aktivní zóně reaktoru do sekundárního okruhu. Elektrárny s reaktorem VVER-1000 (podobně tomu je i u ostatních VVER) využívají neobvyklé parogenerátory PGV-1000, horizontální, s trubkovou teplosměnnou plochou. Primární chladivo prochází 11 500 teplosměnnými trubicemi uvnitř skříně parogenerátoru a ohřívá vodu v sekundárním okruhu. Vroucí voda sekundárního okruhu se přeměňuje na páru a protéká kombinovaným parovodem do turbíny. Pára vzniká nasycená, o teplotě 280 °C, tlaku 6,4 MPa a vlhkosti 0,2 % při teplotě napájecí vody 220 °C. Tepelný výkon každého parogenerátoru je 750 MW, hmotnost bez podpěr je 322 t, s podpěrami a zcela naplněný vodou je 842 t.
Hlavní oběhová čerpadla (MCP) zajišťují nucenou cirkulaci chladiva primárním okruhem. Jedná se o vertikální jednostupňové odstředivé čerpadlo s hřídelí, konzolovým oběžným kolem, axiálním přívodem chladicí kapaliny a dálkovým elektromotorem. Rychlost činí 1000 ot./min., výkon motoru je 5300 až 7000 kW (dle teploty vody), celková hmotnost čerpadla činí 140 t. Čerpadlo má vlastní olejový systém s celkovou spotřebou oleje cca 28 m³/h. V případě odstavení jednoho čerpadla se výkon reaktoru sníží o 36 %, dvou – o 60 %, více – reaktor se zastaví spuštěním havarijní ochrany.

### Pomocné systémy
Většina pomocných systémů je umístěna v budově reaktoru a je napojena na zařízení uvnitř kontejnmentu potrubím. Na jejich vstupu a výstupu má každé potrubí speciální ochranné armatury – lokalizační skupinu (nejméně tři pneumatické uzávěry nebo šoupátka). Skupiny jsou schopny lokalizovat signály úniku během několika sekund.
Největším a nejdůležitějším pomocným systémem je systém doplňování a proplachování primárního okruhu. S jeho pomocí se provádí regulace boru, udržování komplexního vodochemického režimu. Systém plní hlavní funkce nepřetržitým odebíráním části chladiva z primárního okruhu, 10–60 m³/h. Následně se voda vrací zpět do okruhu již se správnou koncentrací kyseliny borité a bez nečistot. Systém je velmi důležitý pro bezpečnost a funkce ve všech provozních režimech zařízení.
Odvzdušňovač vody nepřetržitě uvolňuje vodík, který je nutné odstraňovat, aby se zabránilo hromadění nebezpečných koncentrací. K tomu se používá systém spalování vodíku, ve kterém tento plyn oxiduje (spaluje se) v platinovém katalyzátoru. Systém zahrnuje chladiče, plynová dmychadla a elektrické ohřívače.
Pro zamezení průniku radioaktivních látek z primárního okruhu do technologické vody je navržen další speciální systém. Voda tohoto systému cirkuluje v uzavřeném okruhu a ochlazuje různá zařízení radioaktivním chladivem, například výměníky tepla systému čištění. Vlastní okruh je chlazen průmyslovou vodou. V případě netěsnosti zařízení přímo napojeného na primární okruh se tak radioaktivní izotopy nedostanou do technologické vody. Součástí systému jsou čerpadla, výměníky tepla a expanzní nádoba, která je nutná kvůli uzavřenému systému.
K chlazení bazénu vyhořelého paliva je využíván systém, kterým cirkuluje voda a jehož součástí je bazén vyhořelého paliva. neustálou cirkulací je teplo z bazénu odváděno pryč. Tento systém je potřebný, protože z vyhořelého paliva stále uniká tepelná energie, kvůli čemuž je skladováno po dobu 3–4 let ve speciálním bazénu vedle reaktoru. Systém zahrnuje výměníky tepla a čerpadla.

### Bezpečnostní systémy
Bezpečnostní systémy jsou navrženy tak, aby vykonávaly takzvané kritické bezpečnostní funkce při nehodách, mezi tyto funkce patří:
- řízení řetězové reakce, tj. odstavení reaktoru a řízení jeho podkritičnosti po odstavení
- odstranění zbytkové energie z reaktoru
- omezení šíření radioaktivních produktů

Soubor zabezpečovacích systémů je určen projektem v závislosti na potřebě plnění těchto funkcí. Při vytváření bezpečnostních systémů VVER-1000 byly použity následující principy: fyzické oddělení kanálů, rozmanitost principů činnosti používaných zařízení a nezávislost provozu různých systémů na sobě. U všech bezpečnostních systémů je aplikován princip jedné poruchy, podle kterého jsou bezpečnostní zákroky vykonávány v případě jakékoli poruchy bezpečnostních systémů nezávisle na závažnosti události, která nehodu způsobila.
V sériových blocích VVER-1000 se poměr redundance považuje 3 krát 100 % (v mnoha amerických a evropských projektech je tato hodnota pouze 3 krát 50 %), to znamená, že každý bezpečnostní systém se skládá ze tří nezávislých zařízení, z nichž každé je samostatně schopné zajistit plnění konstrukčních funkcí. V některých novějších projektech VVER-1000, například elektrárny Tchienwan v Číně (projekt V-428), je poměr redundance 4 krát 100 %.
Reaktor je v případě havárie převeden do podkritického stavu a v tomto stavu udržován systémem havarijní ochrany.
Systém nouzového vstřikování boru dodává do primárního okruhu roztok kyseliny borité o vysokém tlaku.
Sprchová soustava je určena k lokalizaci havárií s prasknutím potrubí primárního a sekundárního okruhu v kontejnmentu. Při takové havárii se v kontejnmentu zvýší tlak (podle projektu je dimenzován na tlak maximálně 500 kPa). Za účelem zabránění jeho zničení dodává speciální havarijní systém roztok kyseliny borité do mnoha trysek pod kopulí kontejnmentu. Pomocí zavlažování rozstřikovacím roztokem dochází ke kondenzaci páry ve vnitřním objemu pláště a ke snížení tlaku. Systém zahrnuje odstředivá vodní čerpadla, postřikovací nádrže a rozprašovací trysky.
Systém havarijního doplňování parogenerátorů je navržen pro provoz v havarijních podmínkách systému sekundárního okruhu. Je nezbytný pro vytvoření vhodných podmínek pro ochlazování bloku. Každý kanál je schopen dodávat demineralizovanou vodu o průtoku 150 m³/h při normálním tlaku v parogenerátoru (6,4 MPa), 125 m³/h při tlaku 7 MPa, 80 m³/h při tlaku 8,6 MPa. Součástí systému jsou čerpadla a nádrže chemicky odsolené vody, každá o objemu 500 m³
Pro nouzové napájení jsou k dispozici nezávislé zdroje napájení. Automatizované dieselové generátory a nepřerušitelný zdroj napájení na bázi baterií. V sériových projektech VVER-1000 jsou k dispozici tři dieselové agregáty o výkonu 5 600 kW každý s napětím 6 kV. V případě potřeby jsou spuštěny do 15 sekund a jsou schopny provozu 240 hodin v bezobslužném režimu. Baterie fungují v režimu udržovacího nabíjení, zapínají se téměř okamžitě a jsou navrženy tak, aby vydržely až 30 minut po odpojení bloku od vnějšího napájení.

## Jaderná elektrárna s reaktory VVER-1000

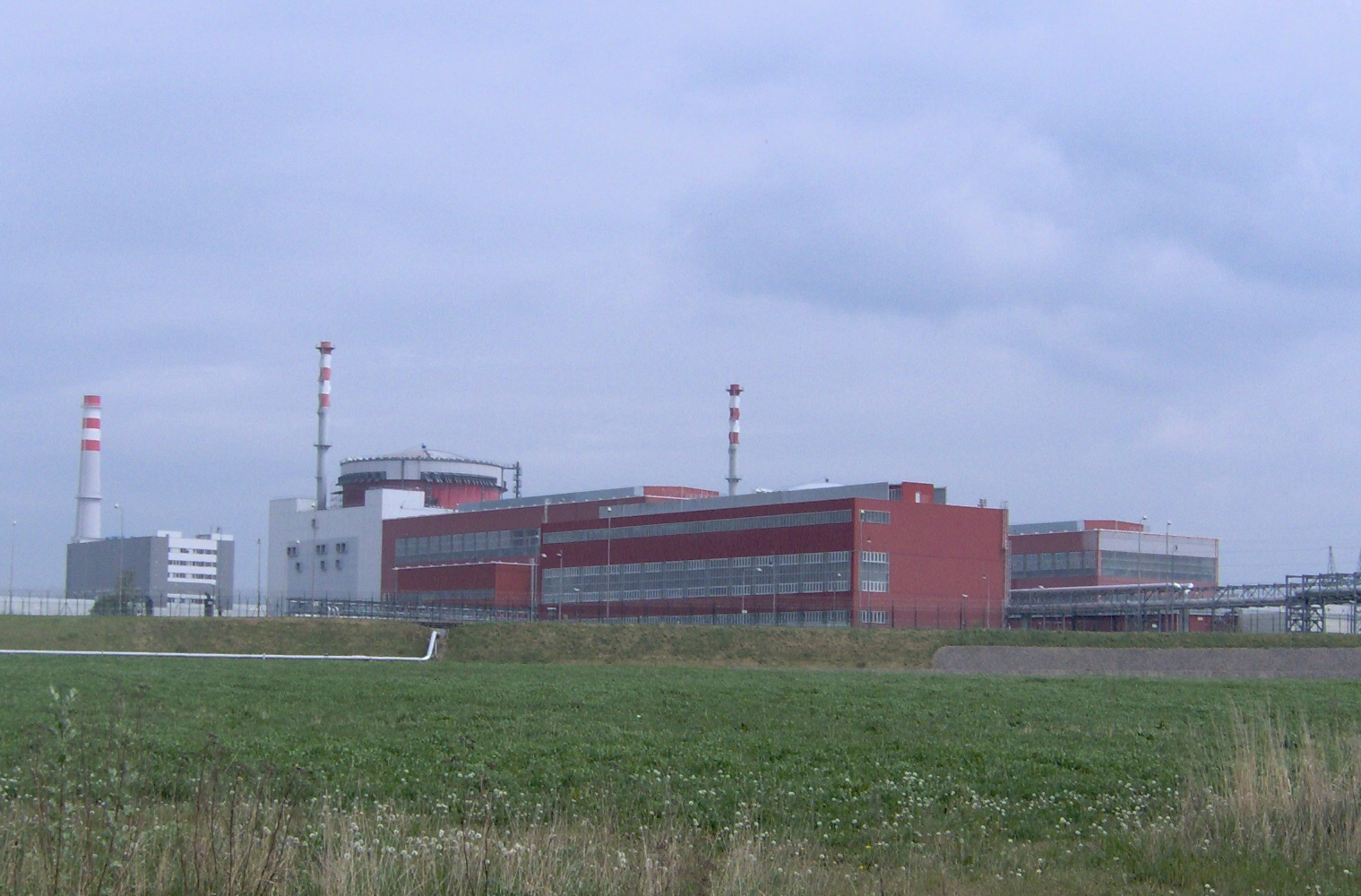
Jaderná elektrárna Temelín s dvěma reaktory VVER-1000 V320

Projekt elektrárny s reaktory VVER-1000 nejčastěji počítá s umístěním více energetických bloků na jednom místě, s čímž je spojena potřeba zachování služeb, zařízení a infrastruktury společné pro všechny bloky v areálu jaderné elektrárny. Každý blok je u VVER-1000 většinou řešen jako jedna budova, která se skládá z reaktorovny, strojovny, odvzdušňovacího komínu a stohu elektrických zařízení sousedících se strojovnou. V hlavní budově se nachází následující hlavní vybavení :
- reaktor typu VVER-1000,
- turbína typu K-1000-60/1500 nebo podobná,
- generátor typu TVV-1000.

### Princip fungování
Technologické schéma každého bloku je dvouokruhové. První okruh je radioaktivní, zahrnuje tlakovodní energetický reaktor VVER-1000 o tepelném výkonu 3000 MW, elektrickém hrubém výkonu 1000 MW a čtyři cirkulační smyčky, kterými je pomocí hlavních cirkulačních čerpadel čerpáno chladivo aktivním uhlím – voda pod tlakem 16 MPa. Teplota vody na vstupu do reaktoru je přibližně 289 °C, na výstupu 322 °C. Cirkulační průtok vody reaktorem je 84 000 tun chladiva za hodinu. Voda ohřátá v reaktoru je vedena čtyřmi cirkulačními potrubími do parogenerátorů. Tlak a hladina primárního chladiva jsou udržovány pomocí kompenzátoru tlaku páry.

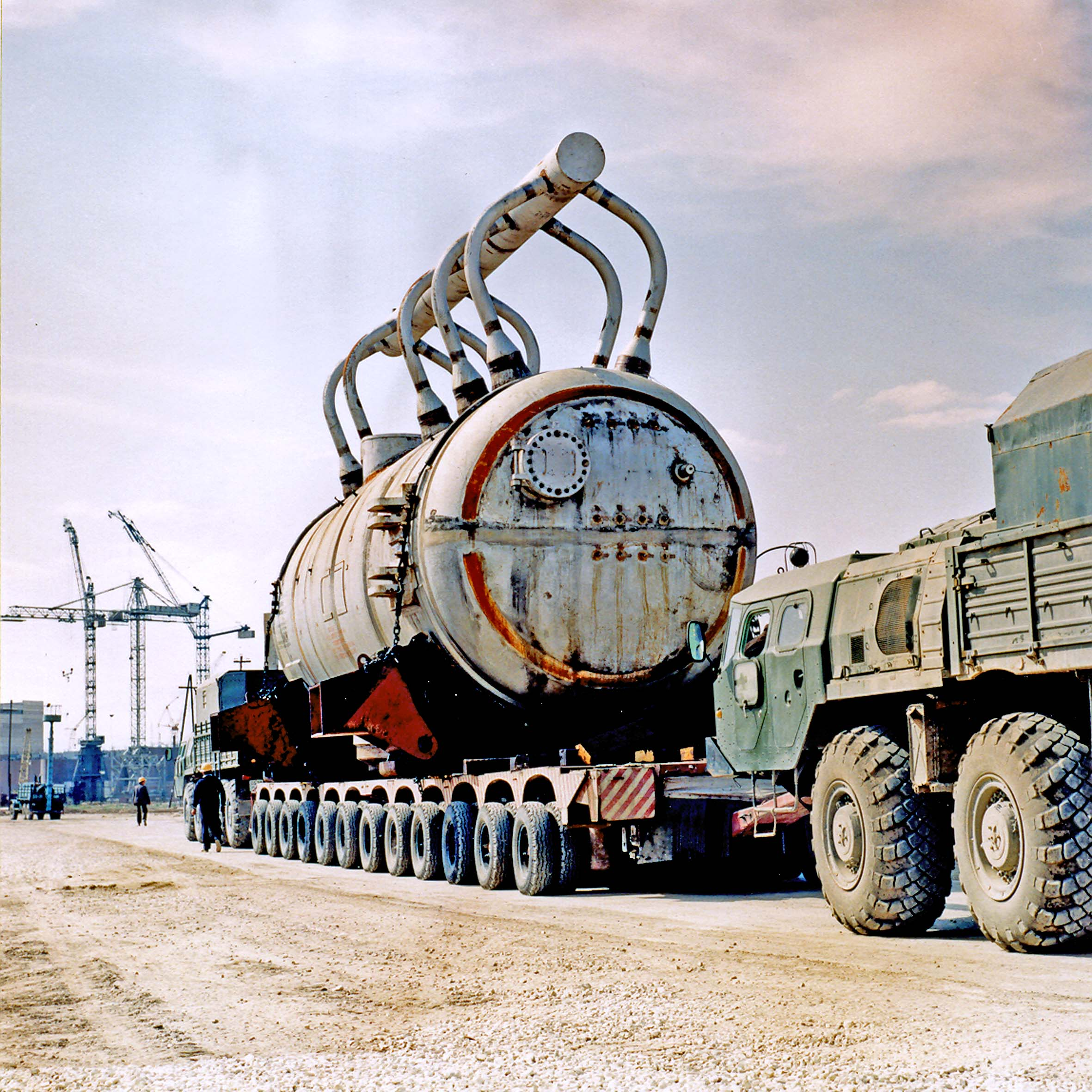
Přeprava parogenerátoru s parním kolektorem pro reaktor VVER-1000 v Balakovské jaderné elektrárně

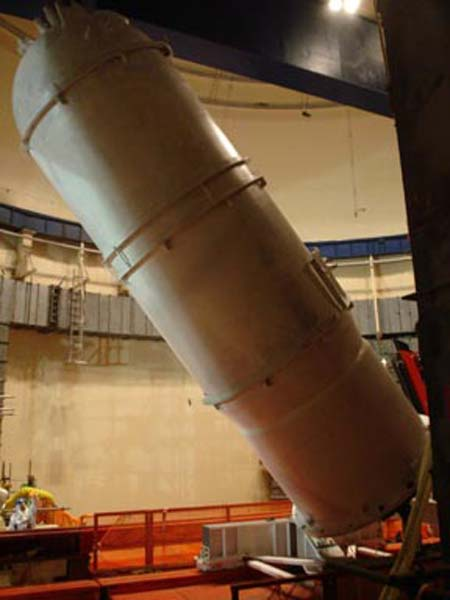
Instalace tlakovače (kompresoru) primárního okruhu

Druhý okruh není radioaktivní a skládá se z odpařovacích a vodních napájecích jednotek, blokové odsolovací stanice a turbogenerátorové jednotky o elektrickém výkonu 1000 MW. Chladivo primárního okruhu se ochlazuje v parogenerátorech, přičemž teplo odevzdává vodě druhého okruhu. Sytá pára vyrobená v parogenerátorech o tlaku 6,4 MPa a teplotě 280 °C je přiváděna do parního kolektoru a odváděna do turbosoustrojí, které pohání. Spotřeba páry ze 4 parogenerátorů na turbínu je cca 6000 tun za hodinu. Druhý okruh dále zahrnuje čerpadla kondenzátu prvního a druhého stupně, vysokotlaké a nízkotlaké ohřívače a odvzdušňovač.

### Turbogenerátor

Schéma primárního okruhu reaktoru VVER-1000SG – parogenerátory
CP – cirkulační čerpadla
P – tlakovač primárního okruhu
NR – tlaková nádoba reaktoru

V sekundárním okruhu je pára o vlhkosti 0,5 % ze čtyř parogenerátorů přiváděna parovodem přes uzavírací a regulační ventily do středu dvouproudého symetrického vysokotlakého válce turbíny, kde pára expanduje na tlak 1,2 MPa a vlhkost 12 % a směřuje do čtyř separátorů vlhkosti-přehříváků páry, ve kterých po vysušení (kondenzát je odváděn do odvzdušňovače k využití jejího tepla)pára přehřívá ve dvou stupních. V prvním stupni s extrakční párou o tlaku 3 MPa a teplotě 234 °C, ve druhém s čerstvou párou. Výsledný kondenzát topné páry se posílá do vysokotlakých ohřívačů, aby předal své teplo napájecí vodě. Hlavní přehřátá pára o parametrech 1,13 MPa a 250 °C vstupuje do dvou přijímacích potrubí umístěných po stranách turbíny a z nich přes uzavírací klapky do tří stejných dvouproudých nízkotlakých válců. Dále z každého nízkotlakého válce vstupuje pára do vlastního kondenzátoru. Regenerační systém elektrárny se skládá ze čtyř nízkotlakých ohřívačů, odvzdušňovače a dvou skupin vysokotlakých ohřívačů. Napájecí vodu do nízkotlakých ohřívačů dodávají dvě turbonapájecí čerpadla, každé o výkonu cca 12 MW. Jejich hnací turbína je napájena přehřátou párou odebíranou ze separátorů vlhkosti-přehříváků páry a má vlastní kondenzátor. Napájecí turbočerpadla (pro každou pohonnou jednotku jsou dvě) dodávají napájecí vodu z odvzdušňovače do parogenerátorů přes vysokotlaký ohřívač. Každé čerpadlo se skládá ze dvou: hlavního a pomocného, která dohromady tvoří jeden celek poháněný vlastní kondenzační turbínou a mající vlastní olejový systém. Výkon každé jednotky je asi 3800 m³/h, u pomocných čerpadel je rychlost otáčení 1800 ot/min, vyvinutý tlak je 1,94 MPa; ty hlavní mají 3500 otáček a 7,33 MPa. U bloků s VVER-1000 nejsou k dispozici záložní čerpadla, což je způsobeno nutností zahřát turbo pohon před zapnutím, proto při poruše jednoho z nich je výkon pohonné jednotky snížen o 50 %. Pro nouzové režimy, režimy spouštění a ochlazování jsou k dispozici pomocná napájecí elektrická čerpadla.
Třífázové synchronní turbogenerátory TVV-1000 jsou určeny k výrobě elektřiny při přímém připojení k parním turbínám. Činný výkon – 1000 MW, napětí 24 kV, otáčky rotoru 3000 ot./min. Účinnost přeměny tepelné energie na elektrickou je kolem 34,6 %. Generátor se skládá ze statoru, koncových štítů, rotoru, svorek s nulovými transformátory proudu a pružnými propojkami, chladičů plynu, nosného ložiska, hřídelových ucpávek a základové desky. Generátor je buzen bezkomutátorovým budičem BVD-1500, který se skládá z invertovaného synchronního generátoru a rotačního usměrňovače. Provoz generátoru zajišťuje mnoho pomocných systémů. Ke každému turbogenerátoru jsou přes generátorové spínače připojeny dva stupňovité třífázové transformátory o výkonu 630 MVA, které jsou paralelně zapojeny a umožňují výstup jmenovitého výkonu bloku do sítě.

### Technologické zásobování vodou
Zásobování technologickou vodou na JE s VVER-1000 je obrácené, tj. technologická voda cirkuluje v uzavřeném okruhu. V cirkulačních systémech se používají tři typy chladičů: chladicí nádrže, rozstřikovací nádrže a chladicí věže. V různých projektech se používají kombinace těchto typů, protože zpravidla existují tři autonomní systémy zásobování technickou vodou: chladicí systém turbínového kondenzátoru, chladicí systém pro zbytná zařízení a chladicí systém pro kritická zařízení (zařízení, včetně těch nouzových, jejichž přerušení dodávky vody není povoleno v jakémkoliv režimu provozu). Posledně jmenovaný systém kombinuje funkce bezpečnostního systému a běžného provozu, nejčastěji využívá rozstřikovací nádrže.

### Speciální úprava vody
Energetické bloky s VVER-1000 mají sedm speciálních systémů úpravy vody SVO, z nichž dva jsou systémy reaktorového prostoru (SVO-1 a SVO-2, viz část Pomocné systémy), zbytek jsou speciální budovy. V průměru se na jednom bloku vyrobí 20-30 000 tun radioaktivní vody ročně, která vyžaduje čištění a úpravu.

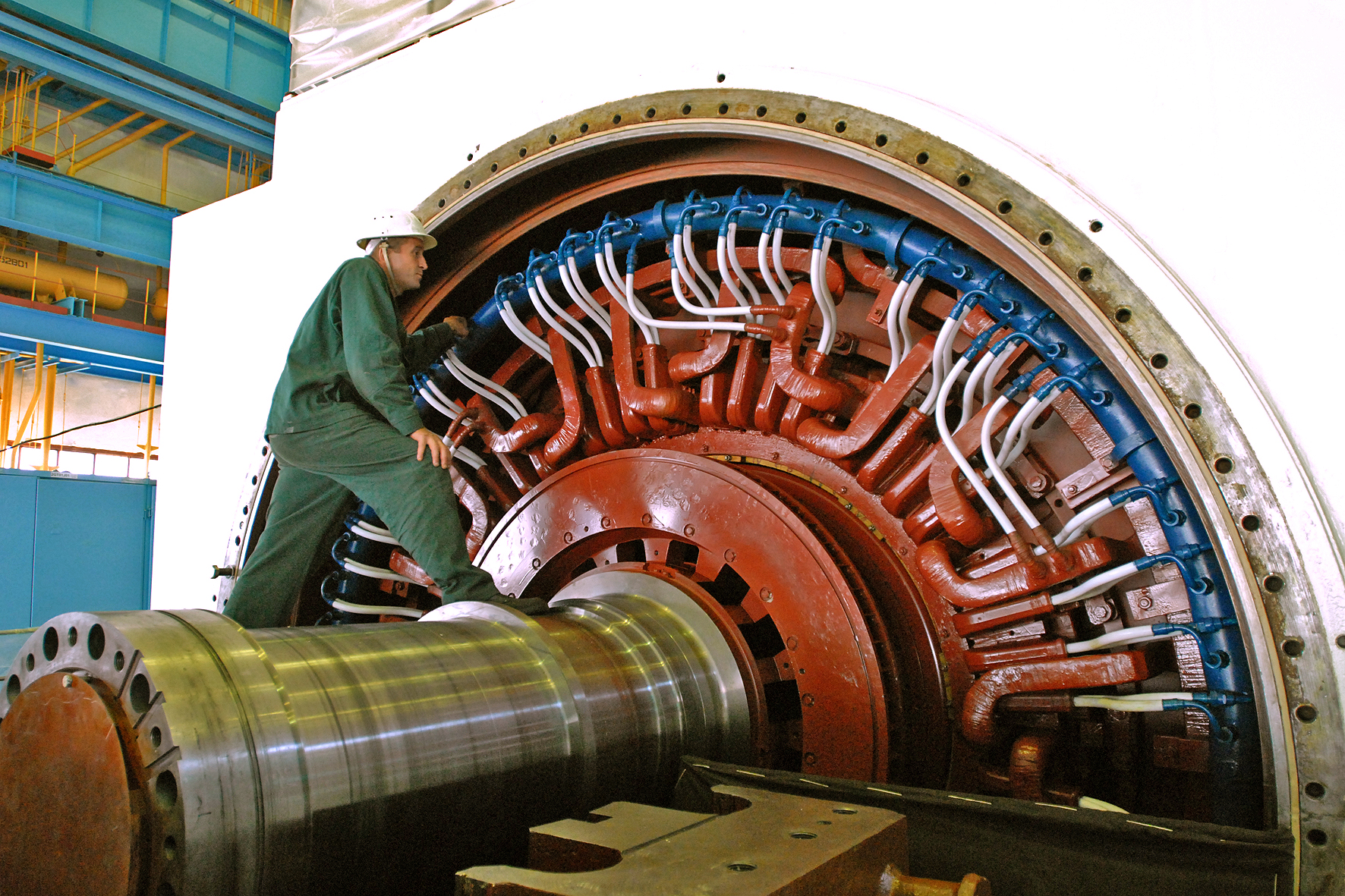
Generátor TVV-1000

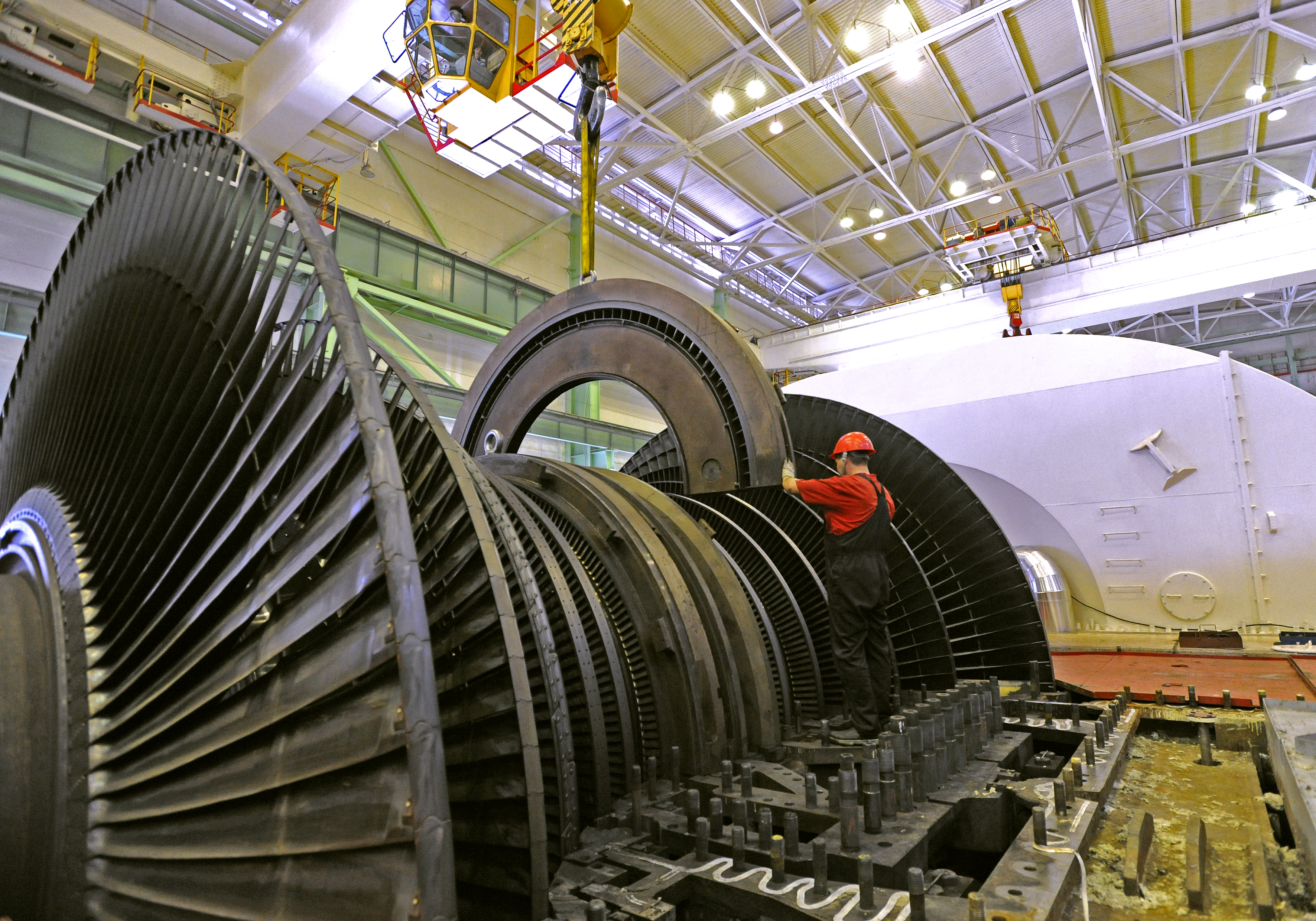
Nízkotlaká turbína VVER-1000

- SVO-3 je mimo jiné určen pro čištění odpadních vod ze speciální kanalizace reaktorového prostoru. SVO-3 využívá metody odpařování, odplyňování, mechanické filtrace a iontové výměny. Výparník je obvykle jeden pro dvě jednotky. V průměru je z jednoho bloku k úpravě dodáváno 18 800 tun odpadní vody ročně;
- SVO-4 je určen k čištění vody bazénu vyhořelého paliva a nouzových skladovacích nádrží roztoku kyseliny borité. Čištění se provádí mechanickými, H+ kationitovými a anionitovými filtry;
- SVO-5 je určen pro čištění čisticích a drenážních vod parogenerátorů (udržování vodochemického režimu sekundárního okruhu z hlediska korozních produktů a rozpuštěných nečistot). SVO-5 má systém filtrů, které čistí vodu od korozních produktů a nečistot v iontové formě, odsolují ji. Systém pracuje nepřetržitě s kapacitou cca 60 m³/h;
- SVO-6 je určen pro sběr a zpracování vod obsahujících bor za účelem získání odděleného destilátu a koncentrátu boru. K tomu se používá odpařování, odplyňování, mechanická filtrace a iontová výměna;
- SVO-7 je určen pro úpravu vody ze speciálních prádelen a sprch. Systém využívá odpařování, kondenzaci, odplyňování, mechanickou filtraci a iontovou výměnu.[34]

### Radioaktivní odpad
Největší množství radiologicky významných nuklidů, více než 95,5 %, se nachází v jaderném palivu. Vyhořelé palivo je po 3-4 letech chlazení v bazénu vedle reaktoru umístěno do speciálního skladu, odkud může být ve speciálních kontejnerech odvezeno z území jaderné elektrárny do radiochemických závodů na přepracování.
Po zpracování kapalných radioaktivních odpadů ve speciálních úpravnách vod (viz část výše) vzniká ročně až 50 tun solí (především sodíku) ve formě vysoce mineralizovaných radioaktivních roztoků s obsahem soli 200–300 g/l, mezi kapalné radioaktivní odpady a sorbenty patří také použité iontoměničové materiály. Hlavní podíl na radioaktivitě odpadu tvoří Cs-134 a Cs-137 (70-90 %), podíl Sr-90, Y-90, Co-60, Co-58, Mn-54, Cr-51, Fe-59 a Sb-124 je mnohem menší, ale i tak významný. V několika procentech je obsaženo i tritium.

Výše uvedené roztoky se získávají jako výsledek zpracování tekutých solných koncentrátů pocházejících z výparníků speciálních systémů úpravy vody na hlubinné odparce. Vzniklý solný koncentrát se nalije do nádob, ve kterých po vychladnutí ztuhne. Kontejnery jsou zapečetěny a odeslány do úložiště pevných radioaktivních odpadů na území elektrárny, kde jsou skladovány po dobu až 15 let. V případě potřeby je koncentrát bitumenován nebo cementován, pro což jsou k dispozici speciální systémy. Při bitumenaci se solný koncentrát nalévá do roztaveného bitumenu, který se balí do 200litrových kovových sudů, kde po ochlazení vzniká bitumenová směs.

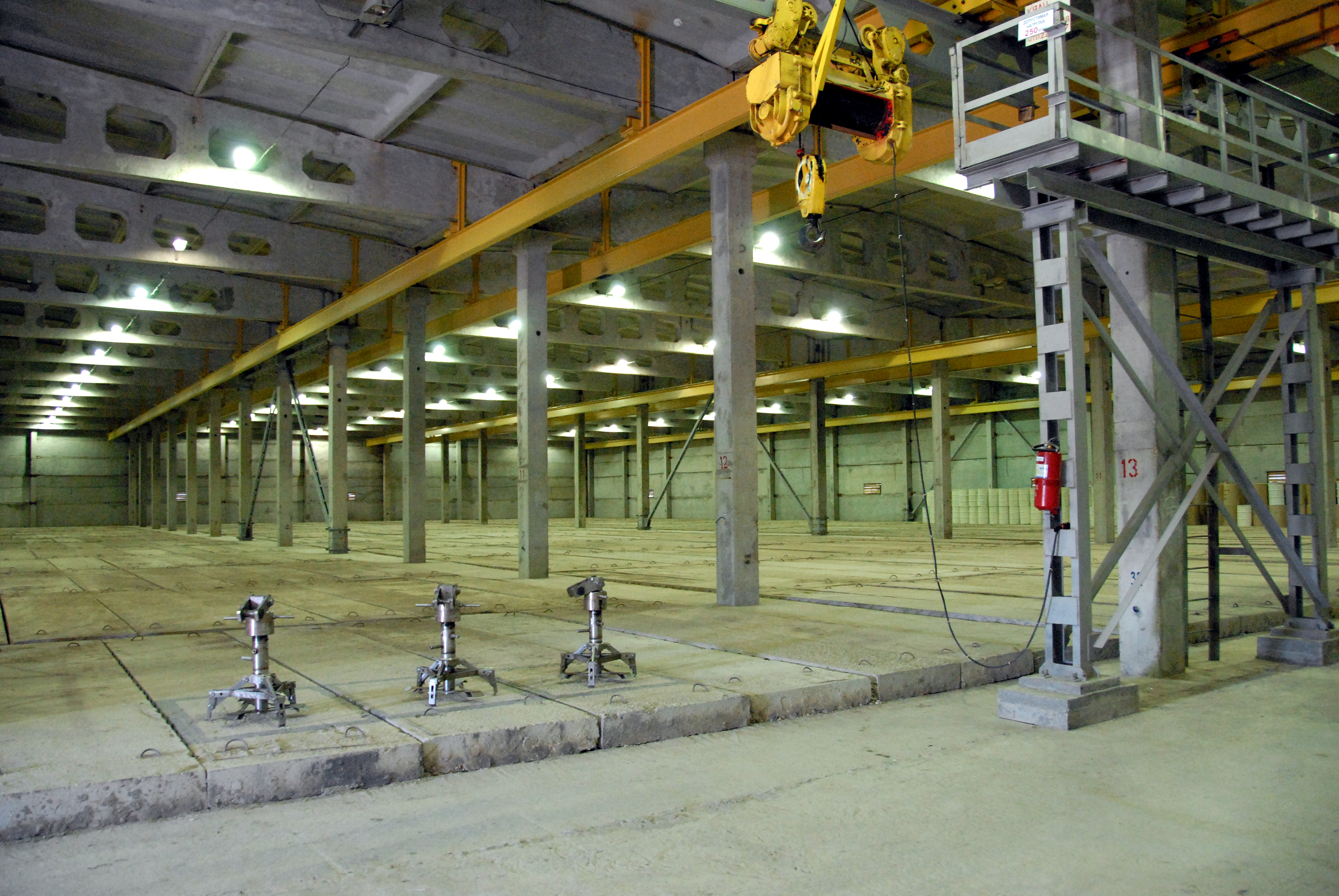
Sklad vyhořelého paliva jaderné elektrárny Balakovo

V průměru vzniká každoročně na jeden energetický blok s VVER-1000 následující množství pevného radioaktivního odpadu:
- nízkoaktivní (od 1 μSv/h do 300 μSv/h na vzdálenost 0,1 m) – 230 m³ (z toho 140 m³ se spálí, 70 m³ se lisuje, 20 m³ se nezpracuje). Mezi nízkoúrovňové odpady patří: dřevo, papír, kombinézy, plastové směsi, tepelné izolace, kovové hobliny, demontované kovové konstrukce, zařízení atd.;
- středně aktivní (od 0,3 mSv/h do 10 mSv/h na vzdálenost 0,1 m) – 55 m³. Patří mezi ně použitá zařízení pro měření neutronů, ionizační komory, speciální ventilační filtry, demontovaná zařízení, ztuhlé kapalné odpady, kombinézy;
- vysoce aktivní (nad 10 mSv/h na vzdálenost 0,1 m) – 0,5 m³. Jedná se o prvky zařízení primárního okruhu, zařízení pro měření neutronů, dále část bitumenových směsí, použité iontoměničové pryskyřice z filtrů a zbytky popela ze spalování pevných radioaktivních odpadů.

Pro zpracování pevných odpadů se používají následující metody:
- spalování: snížení objemu na 1-2 % původního objemu. Vzniklý popel se rozvlákní a ztuhne, obvykle cementací. Plastové směsi se nespalují
- přetavení: Před přetavením dochází k dekontaminaci kovu, při které dochází k čištění kovu z důvodu přechodu části radionuklidů do strusky. Do značné míry je odstraněno Cs-137, Co-60 v materiálu téměř zcela zůstává. Přetavený kov se nalévá do nádob (forem), struska do samostatných nádob;
- lisování: snížení objemu na 15–30 % původního objemu. Lisování lehkého odpadu se provádí přímo ve 200litrových sudech, v kterých se skladují. Lisovaný kovový odpad a pytle s lisovanou plastovou směsí se vkládají do betonových nádob a plní cementem.

Dočasné uložení pevných radioaktivních odpadů (nízko a středně aktivní – 10 let, vysokoaktivní – 30 let) se provádí v úložišti v speciální budově nebo v samostatném úložišti, což je nejčastěji zakopaná betonová nádrž s hydroizolací proti srážkovým a podzemním vodám, kolem níž jsou speciální vrty pro periodické kontroly na přítomnost radionuklidů.

## Srovnání s ostatními elektrárnami
VVER se řadí mezi tlakovodní reaktory, nejrozšířenější typ reaktorů na světě. I přes mnohé podobnosti se reaktory VVER-1000 od ostatních reaktorů v mnoha věcech liší.

### Jaderné palivo
Zatímco palivové soubory západních reaktorů mají čtvercový průřez, palivové soubory ve VVER jsou šestiúhelníkového tvaru. PWR o výkonu kolem 1000 MWe mají 193 palivových souborů o straně 214 mm, každý s 264 palivovými články (tyto hodnoty se ale mohou výrazně lišit). Taková aktivní zóna je poněkud větší, mají tak menší tepelnou zátěž (měrná tepelná zátěž PWR – cca 100 kW/l, u VVER-1000 – 110 kW/l). Tlaková nádoba takových PWR je také větší – vnější průměr je asi 4,83 m nebo více. Pro VVER-1000 byla zvolena kompaktnější nádoba (4,535 m), aby mohla být přepravena po železnicích SSSR.
Čtvercová geometrie palivových tyčí je poněkud horší než trojúhelníková kvůli nerovnoměrnosti průtoku chladicí kapaliny v průřezu palivové sestavy. V západních reaktorech proto byly původně použity zesilovací mřížky k promíchání chladicí kapaliny. U VVER souborů je tato problematika méně relevantní, nicméně na začátku 20. let byly v Rusku zahájeny práce na zavedení směšovacích mřížek do konstrukce palivových souborů.
V amerických a evropských palivech byly slitiny zirkonia používány už od počátku. Pilotní provoz palivových souborů vyrobených výhradně ze slitiny zircaloy-2 byl zahájen v roce 1958 na JE Shippingport, od konce 80. let se přešlo na slitinu zircaloy-4. V palivu VVER-1000 byla jako materiál pro opláštění palivových tyčí použita slitina zirkonia E110 (vyvinutá v roce 1958), palivové soubory kompletně z E110 se začaly vyrábět až počátkem 90. let. V roce 1993 začal pilotní provoz vylepšených kazet v JE Balakovo. Slitina E110 obsahovala jako hlavní legující prvek niob, na rozdíl od zircaloy, kde byl použit cín. Díky tomuto složení byla slitina E110 odolnější vůči korozi, ale méně odolná než zircaloy. Koncem 90. let byla na bázi E110 ve Francii vyvinuta slitina M5, která se začala používat. Od počátku roku 2000 začali ruští vývojáři paliv používat slitinu E635 (vyvinutá v roce 1971), legovanou jak niobem, tak cínem. Již v roce 1990 vytvořila americká společnost Westinghouse slitinu ZIRLO na bázi E635, která se aktivně používá od konce 90. let. Japonské Mitsubishi na počátku 21. století vytvořilo slitinu MDA, která se také svým složením blíží E635. Běžné moderní západní slitiny zirkonia jsou tedy založeny na E110 a E635. Reaktory VVER v 90. letech zcela eliminovaly nedodělky kvůli použití starého sovětského vývoje.
Jedním z nejúčinnějších způsobů jak zvýšit výrobu energie a zvýšit vyhoření paliva, je prodloužit dobu trvání kampaně jaderného reaktoru. Zpočátku všechny tlakovodní reaktory doplňovaly palivo jednou za 12 měsíců. V polovině 80. let byla ve Spojených státech na jedné ze stanic s Westinghouse 4smyčkovým reaktorem (193 palivových souborů) zahájena prodloužená kampaň s konečným přechodem na 18měsíční. Po vědeckém ověření zkušebního provozu zahájily všechny jaderné elektrárny s PWR v USA přechod na 18měsíční palivový cyklus (úplný přechod byl dokončen v letech 1997–1998), o něco později se tento proces začal implementovat na elektrárnách s tlakovodními reaktory po celém světě, kromě ruských. Například ve Francii do konce 90. let přešly všechny reaktory nad 900 MW na 18měsíční kampaň. Koncem 90. let a začátkem 21. století začalo mnoho západních reaktorů PWR přecházet na 24měsíční cyklus, ale většina těchto reaktorů má výkon 900 MW nebo méně. Západní PWR s kapacitou blízkou VVER-1000 se tak po téměř dvě desetiletí vyznačovaly 18měsíční palivovou kampaní s tendencí přejít na 24měsíční. Reaktory VVER-1000 zahájily přechod na 18měsíční palivový cyklus teprve v roce 2008 (1. blok JE Balakovo), přechod byl dokončen v roce 2014.
V roce 2010 vydala MAAE zprávu Přehled selhání paliva ve vodou chlazených reaktorech, která obsahuje statistické informace o incidentech s netěsností paliva v letech 1994 až 2006. Během tohoto období připadají v průměru na 1000 palivových souborů vyložených z tlakovodních reaktorů soubory s následujícím počtem vadných palivových článků:
| Ve světě (bez VVER)  | 13,8 |
| Japonsko             | 0,5  |
| Francie              | 8,8  |
| Jižní Korea          | 10,6 |
| Evropa (bez Francie) | 16   |
| USA                  | 20,9 |
| VVER-1000            | 39,8 |
| VVER (ostatní)       | 15,1 |

| Ve světě (bez VVER)  | 76,6 |
| Japonsko             | 98   |
| Francie              | 75,6 |
| Evropa (bez Francie) | 68,6 |
| USA                  | 62,7 |
| VVER-1000            | 43,4 |
| VVER (ostatní)       | 57,6 |

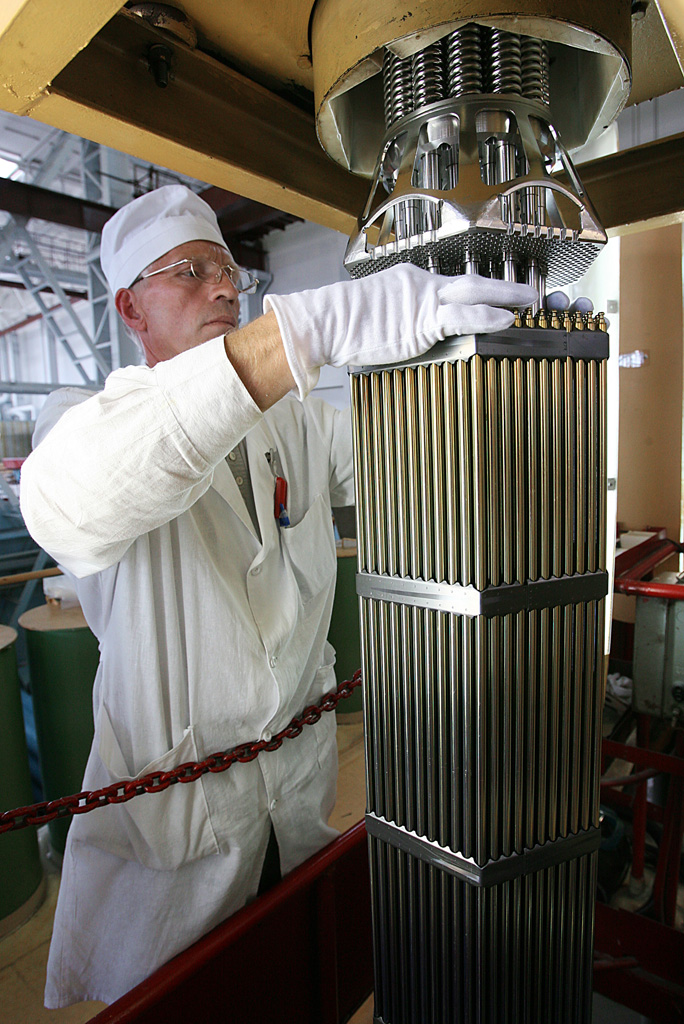
Kontrola palivových souborů

Na konci zprávy z roku 2006 byl počet vadných souborů na 1000 vyložených z reaktorů VVER-1000 snížen na přibližně 9 (průměr pro všechny západní PWR v tomto roce je 10, pro USA – 17).

### Hlavní komponenty
Nejběžnější reaktor na světě podobný VVER-1000, Westinghouse 4smyčkový o výkonu 950–1250 MW, má stejně jako VVER-1000 čtyřsmyčkové uspořádání s čtyřmi parogenerátory a čtyřmi páry studených a horkých hlavních cirkulačních potrubí. Oba návrhy však k tomuto došli úplně jinými cestami: Westinghouse ze třísmyčkového (700-900 MW) a dvousmyčkového (kolem 500 MW) a VVER-1000 ze šestismyčkového schématu VVER-440. Existují však i jiné koncepty – reaktory Babcock & Wilcox (kolem 850 MW) a Combustion Engineering (500–1200 MW) mají dvě „horké“ linky z reaktoru do dvou parogenerátorů a čtyři „studené“ linky vedoucí zpět do reaktoru.
Nejzávažnější rozdíl mezi hlavním vybavením reaktorů spočívá v konstrukci parogenerátorů. Ve VVER jsou horizontální, ve všech ostatních tlakovodních reaktorech na světě vertikální. Parogenerátory VVER mají horizontální plášť a teplosměnné povrchové spirály zapuštěné ve vertikálních kolektorech chladiva. Materiál trubky je austenitická nerezová ocel 08X18H10T. Západní parogenerátory mají vertikální plášť a teplosměnné trubky ve tvaru U uložené v horizontální trubkovnici. Trubkovnice je vyrobena ze slitin s vysokým obsahem niklu.
Horizontální parogenerátory mají oproti vertikálním řadu výhod z hlediska spolehlivosti, životnosti, jednoduchosti zajištění požadovaných parametrů páry atd., což bylo ověřeno provozními zkušenostmi. Zároveň mají nižší cenu díky levnější. materiálům. Výhodou vertikálních parogenerátorů je o cca 7 % větší tepelná účinnost, čehož je dosaženo díky dlouhým teplosměnným trubkám (cca 20 metrů, u PGV-1000 11 metrů). Počet trubek ve svazku je menší a rychlost chladiva v primárním okruhu je asi 1,5krát vyšší. Rychlost podél sekundárního okruhu u vertikálních parogenerátorů je také vyšší, což může vést k vibracím a poškození trubky v důsledku vniknutí cizích předmětů ze strany sekundárního okruhu (u VVER nebyl zaznamenán ani jeden takový případ). U vertikálních parogenerátorů jsou navíc stěny trubek přibližně 1,7krát tenčí, což má pozitivní vliv na tepelnou účinnost, ale negativně na spolehlivost a bezpečnost vzhledem ke zvýšení pravděpodobnosti jejich prasknutí. Nejzávažnějším a neodstranitelným koncepčním nedostatkem vertikálních parogenerátorů je přítomnost vodorovné trubkovnice, kde se hromadí kal, což značně zvyšuje korozi teplosměnných trubek. U horizontálních parogenerátorů se kal usazuje ve spodní části nádoby, kde není trubka a je jeho odstraňování je prováděno periodickým profukováním.
Vertikální parogenerátory jsou provozovány s mnohem šetrnějším vodochemickým režimem sekundárního okruhu, západní technologie šly v této oblasti daleko dopředu. V 90. a v tomto směru výrazně pokročily i jaderné elektrárny VVER, ale dosažitelné ukazatele chemického složení vody jsou stále výrazně pod světovou úrovní, a to především kvůli použití levnějších a nedostatečně korozivzdorných hlavních zařízení a potrubí. Navzdory tomu je běžný problém koroze u vertikálních parogenerátorů mnohem akutnější. Závady způsobené korozí vedly k výměně horizontálních i vertikálních parogenerátorů, u těch vertikálních je ale výměna mnohem častější. Výměna parogenerátoru je extrémně technicky složitá a nákladná procedura. Výměna jednoho parogenerátoru stojí cca 50 mil. USD, bez zohlednění obrovských ztrát způsobených dlouhou dobou nečinnosti elektrárny. Výměna může trvat i několik měsíců.
Koncem roku 1986 byly poprvé objeveny trhliny v parogenerátorech VVER-1000 na výstupních kolektorech chladiva. V období do roku 1991 byly z tohoto důvodu vyměněny parogenerátory u 7 pohonných jednotek. Studie prokázaly, že korozní praskání kolektorů ze strany sekundárního okruhu se vyvinulo v důsledku velkých zbytkových pnutí v kolektorech v způsobeným technologický procesem tlakování teplosměnných trubek výbuchem. Pro vyřešení problému byla změněna technologie výroby, upraven design a zpřísněny požadavky na vodochemický režim. Po roce 1991 nebyly žádné parogenerátory PGV-1000 vyměněny. Moderní problémy (eroze-koroze krmných sběračů, problém přípojky č. 111) jsou řešeny výměnou některých konstrukčních prvků parogenerátorů speciálně vyvinutými technologiemi.
Výměna parogenerátorů západních tlakovodních reaktorů je velice častá i přes neustálé zlepšování vodochemického režimu a používání nových materiálů (původně používaná slitina Alloy 600 byla nahrazena slitinou 690 a následně slitinou 800). Podle zprávy MAAE „Výměna těžkých součástí v jaderných elektrárnách: Zkušenosti a směrnice“ za období 1979 až 2005 byla výměna parogenerátoru provedena na 83 energetických blocích se západními tlakovodními reaktory v různých zemích . Do roku 2010 zůstalo v amerických jaderných elektrárnách pouze 5 bloků tlakovodních reaktorů s nevyměněnými parogenerátory. Podobná situace je i v jiných zemích, např. ve Francii byl do roku 2011 vyměněn parogenerátor na 20 z 58 reaktorů, v roce 2011 bylo oznámeno nahrazení dalších 44 parogenerátorů. Problémy s parogenerátory navíc mohou vést k závažnějším důsledkům: v USA se v letech 1989 až 1998 vyskytlo šest případů, kdy se masivní závady na teplosměnných trubkách parogenerátorů staly hlavním důvodem úplného odstavení elektrárny.

## Navýšení výkonu
Navyšování výkonu energetických bloků nad nominální (angl. Power Uprates) je známým nástrojem zvyšování ekonomické efektivity jaderných elektráren. Kapacita se zvyšuje díky lepší kontrole procesů, zlepšeným provozním postupům, modernizaci zařízení a dalším opatřením.
První zvýšení kapacity bylo realizováno ve Spojených státech již v roce 1977. Bloky 1 a 2 JE Calvert Cliffs s reaktory PWR zaznamenaly zvýšení výkonu o 5,5 %. Od té doby (zejména v polovině 90. let), byla navýšena kapacita všech amerických jaderných elektráren. U reaktorů PWR blízkých výkonu VVER-1000 byl nárůst o 0,4 až 8 % (u bloků s nižším výkonem až o 17 %). Několik dalších zemí následovalo příkladu USA. V Německu byla od roku 1990 do roku 2005 navýšena kapacita 10 pohonných jednotek s PWR o 1 až 5,3 %. Ve Švédsku, od roku 1989 do roku 2011, na 3 blocích JE Ringhals o 8 až 19 %. V Belgii od roku 1993 do roku 2004 na 5 blocích s PWR o 4,3 až 10 %. V Jižní Koreji od roku 2005 do roku 2007 na 4 blocích s PWR o 4,4 až 5,9 %.
První navýšení kapacity na bloku JE s VVER-1000 bylo provedeno na 2. bloku JE Balakovo, kde byla v roce 2008 kapacita navýšena o 4 %. V roce 2011 byly všechny 4 bloky JE Balakovo a některé bloky dalších elektráren s VVER-1000 provozovány na výkonu 104 % jmenovitého. V současné době probíhají práce na zvýšení výkonu všech ostatních bloků. Do budoucna plánuje koncern Rosenergoatom navýšit kapacitu bloků s VVER-1000 o 7 % a následně o 10 %.
V případě JE Temelín došlo postupem času o navýšení výkonu z původních 981 MWe na 1086 MWe pro každý blok, tedy nárůst o 10,7 %.
- Původní výkon: 981 MWe[61]
- Výměna vysokotlakých dílů turbogenerátoru: 1013 MWe[62]
- Využití projektových rezerv: 1056 MWe[63]
- Výměna nízkotlakých dílů turbogenerátoru: 1080 MWe[64]
- Úprava pomocného systému vysokotlakého dílu turbogenerátoru:1082 MWe[65]
- Výměna separátorů vlhkosti: 1086 MWe[66][67]

V budoucnu se předpokládá další zvýšení výkonu, například díky výměně generátoru mezi lety 2028 a 2030.

## Kompletní seznam všech VVER-1000
| Název                | Typ reaktoru             | Zahájení stavby | Připojení k síti | Stav, dodatečné informace                                                                                                   | Čistý výkon (MW) | Hrubý výkon (MW) |
| -------------------- | ------------------------ | --------------- | ---------------- | --- | ---------------- | ---------------- |
| Balakovo-1           | 1000/320                 | 1980            | 1985             | v provozu (licence do roku 2045)                                                                                            | 950              | 1000             |
| Balakovo-2           | 1000/320                 | 1981            | 1987             | v provozu (licence do roku 2047)                                                                                            | 950              | 1000             |
| Balakovo-3           | 1000/320                 | 1982            | 1988             | v provozu (licence do roku 2048)                                                                                            | 950              | 1000             |
| Balakovo-4           | 1000/320                 | 1984            | 1993             | v provozu (licence do roku 2053)                                                                                            | 950              | 1000             |
| Balakovo-5           | 1000/320                 | 1987            | (2010)           | výstavba pozastavena roku 1993; okolo roku 2000 uvažováno o dostavbě V roce 2020 uvažováno o dostavbě                       | 950              | 1000             |
| Balakovo-6           | 1000/320                 | 1988            | -                | výstavba pozastavena roku 1993; okolo roku 2000 uvažováno o dostavbě                                                        | 950              | 1000             |
| Baškortostán-1       | 1000/320                 | 1983            | -                | stavba zastavena roku 1993; okolo roku 2000 uvažováno o dostavbě                                                            | 950              | 1000             |
| Baškortostán-2       | 1000/320                 | 1983            | -                | stavba zastavena roku 1993; okolo roku 2000 uvažováno o dostavbě                                                            | 950              | 1000             |
| Baškortostán-3       | 1000/320                 | -               | -                | přípravy na stavbu zastaveny roku 1993; okolo roku 2000 uvažováno o dostavbě                                                | 950              | 1000             |
| Baškortostán-4       | 1000/320                 | -               | -                | plán na výstavbu zrušen roku 1993; okolo roku 2000 uvažováno o dostavbě                                                     | 950              | 1000             |
| Baškortostán-5       | 1000/320                 | -               | -                | plán na výstavbu zrušen roku 1993                                                                                           | 950              | 1000             |
| Baškortostán-6       | 1000/320                 | -               | -                | plán na výstavbu zrušen roku 1993                                                                                           | 950              | 1000             |
| Báhoň-1              | 1000/320Č                | -               | -                | plán na výstavbu zrušen | 950              | 1000             |
| Báhoň-2              | 1000/320Č                | -               | -                | plán na výstavbu zrušen | 950              | 1000             |
| Belene-1             | 1000/320, poté 1000/466B | 1987            | -                | stavba zastavena roku 1991, obnovena a znovu zastavena 2012, dosavadní technologie odvezena a použita v bloku Kalinin-4     | 953              | 1000             |
| Belene-2             | 1000/320, poté 1000/466B | 1987            | -                | stavba zastavena roku 1991, obnovena a znovu zastavena 2012, dosavadní technologie odvezena a použita v bloku Kalinin-4     | 953              | 1000             |
| Belene-3             | 1000/320                 | -               | -                | plán na výstavbu zrušen roku 1991                                                                                           | 953              | 1000             |
| Belene-4             | 1000/320                 | -               | -                | plán na výstavbu zrušen roku 1991                                                                                           | 953              | 1000             |
| Blahutovice-1        | 1000/320Č                | -               | -                | plán na výstavbu zrušen roku 1990                                                                                           | 950              | 1000             |
| Blahutovice-2        | 1000/320Č                | -               | -                | plán na výstavbu zrušen roku 1990                                                                                           | 950              | 1000             |
| Blahutovice-3        | 1000/320Č                | -               | -                | plán na výstavbu zrušen roku 1990                                                                                           | 950              | 1000             |
| Blahutovice-4        | 1000/320Č                | -               | -                | plán na výstavbu zrušen roku 1990                                                                                           | 950              | 1000             |
| Búšehr-1             | 1000/446                 | 1975            | 2011             | původně německý typ Konvoi, poté přehodnocení projektu a přestavba na VVER-1000; v provozu (plánované uzavření v roce 2071) | 915              | 1000             |
| Búšehr-2 (nezahrnut) | (1000/446)               | 1976            | -                | původně německý typ Konvoi, poté výstavba zrušena                                                                           | 915              | 1000             |
| Búšehr-2             | 1000/528                 | 2018            | ?                | ve výstavbě | 974              | 1057             |
| Búšehr-3             | 1000/528                 | 2019            | ?                | ve výstavbě | 974              | 1057             |
| Charkov-1            | 1000/320                 | 1984            | -                | výstavba zastavena roku 1986, zrušena roku 1989                                                                             | 900              | 940              |
| Charkov-2            | 1000/320                 | 1984            | -                | výstavba zastavena roku 1986, zrušena roku 1989                                                                             | 900              | 940              |
| Charkov-3            | 1000/320                 | -               | -                | plán na výstavbu zrušen roku 1986                                                                                           | 900              | 940              |
| Charkov-4            | 1000/320                 | -               | -                | plán na výstavbu zrušen roku 1986                                                                                           | 900              | 940              |
| Čyhyryn-1            | 1000/320                 | 1981            | -                | původně od roku 1977 stavěna jako uhelná elektrárna, v roce 1989 zrušena                                                    | 950              | 1000             |
| Čyhyryn-2            | 1000/320                 | 1981            | -                | původně od roku 1977 stavěna jako uhelná elektrárna, v roce 1989 zrušena                                                    | 950              | 1000             |
| Čyhyryn-3            | 1000/320                 | -               | -                | plán na výstavbu zrušen roku 1989                                                                                           | 950              | 1000             |
| Čyhyryn-4            | 1000/320                 | -               | -                | plán na výstavbu zrušen roku 1989                                                                                           | 950              | 1000             |
| Chmelnyckyj-1        | 1000/320                 | 1981            | 1987             | v provozu (plánované uzavření v roce 2047)                                                                                  | 950              | 1000             |
| Chmelnyckyj-2        | 1000/320                 | 1985            | 2004             | v provozu (plánované uzavření v roce 2064)                                                                                  | 950              | 1000             |
| Chmelnyckyj-3        | 1000/320                 | 1986            | (2027)           | stavba zastavena roku 1990, probíhají práce na obnovení výstavby                                                            | 950              | 1000             |
| Chmelnyckyj-4        | 1000/320                 | 1987            | (2029)           | stavba zastavena roku 1990, probíhají práce na obnovení výstavby                                                            | 950              | 1000             |
| Chmelnyckyj-5        | 1000/320                 | -               | -                | plán na výstavbu zrušen roku 1990                                                                                           | 950              | 1000             |
| Chmelnyckyj-6        | 1000/320                 | -               | -                | plán na výstavbu zrušen roku 1990                                                                                           | 950              | 1000             |
| Chmelnyckyj-7        | 1000/320                 | -               | -                | plán na výstavbu zrušen roku 1990                                                                                           | 950              | 1000             |
| Chmelnyckyj-8        | 1000/320                 | -               | -                | plán na výstavbu zrušen roku 1990                                                                                           | 950              | 1000             |
| Chotěšov-1           | 1000/320Č                | -               | -                | přesunuto do Tetova | 950              | 1000             |
| Chotěšov-2           | 1000/320Č                | -               | -                | přesunuto do Tetova | 950              | 1000             |
| Chotěšov-3           | 1000/320Č                | -               | -                | přesunuto do Tetova | 950              | 1000             |
| Chotěšov-4           | 1000/320Č                | -               | -                | přesunuto do Tetova | 950              | 1000             |
| Černobyl II-1        | 1000/392                 | -               | -                | plán na výstavbu zrušen roku 1986                                                                                           | 990              | 1060             |
| Černobyl II-2        | 1000/392                 | -               | -                | plán na výstavbu zrušen roku 1986                                                                                           | 990              | 1060             |
| Černobyl II-3        | 1000/392                 | -               | -                | plán na výstavbu zrušen roku 1986                                                                                           | 990              | 1060             |
| Černobyl II-4        | 1000/392                 | -               | -                | plán na výstavbu zrušen roku 1986                                                                                           | 990              | 1060             |
| Dahlen-1             | 1000/320DD               | -               | -                | plán na výstavbu zrušen roku 1990                                                                                           | 900              | 970              |
| Dahlen-2             | 1000/320DD               | -               | -                | plán na výstavbu zrušen roku 1990                                                                                           | 900              | 970              |
| Dahlen-3             | 1000/320DD               | -               | -                | plán na výstavbu zrušen roku 1990                                                                                           | 900              | 970              |
| Dahlen-4             | 1000/320DD               | -               | -                | plán na výstavbu zrušen roku 1990                                                                                           | 900              | 970              |
| Dessau-1             | 1000/320DD               | -               | -                | plán na výstavbu zrušen roku 1990                                                                                           | 900              | 970              |
| Dessau-2             | 1000/320DD               | -               | -                | plán na výstavbu zrušen roku 1990                                                                                           | 900              | 970              |
| Dessau-3             | 1000/320DD               | -               | -                | plán na výstavbu zrušen roku 1990                                                                                           | 900              | 970              |
| Dessau-4             | 1000/320DD               | -               | -                | plán na výstavbu zrušen roku 1990                                                                                           | 900              | 970              |
| Dukovany-5           | 1000/320Č                | -               | -                | plán na výstavbu zrušen roku 1990                                                                                           | 950              | 1000             |
| Dukovany-6           | 1000/320Č                | -               | -                | plán na výstavbu zrušen roku 1986                                                                                           | 950              | 1000             |
| Grigoriopol-1        | 1000/320                 | -               | -                | plán na výstavbu zrušen roku 1986                                                                                           | 950              | 1000             |
| Grigoriopol-2        | 1000/320                 | -               | -                | plán na výstavbu zrušen roku 1986                                                                                           | 950              | 1000             |
| Grigoriopol-3        | 1000/320                 | -               | -                | plán na výstavbu zrušen roku 1986                                                                                           | 950              | 1000             |
| Grigoriopol-4        | 1000/320                 | -               | -                | plán na výstavbu zrušen roku 1986                                                                                           | 950              | 1000             |
| Grigoriopol-5        | 1000/320                 | -               | -                | plán na výstavbu zrušen roku 1986                                                                                           | 950              | 1000             |
| Grigoriopol-6        | 1000/320                 | -               | -                | plán na výstavbu zrušen roku 1986                                                                                           | 950              | 1000             |
| Gruzie-1             | 1000/320                 | -               | -                | plán na výstavbu zrušen roku 1989                                                                                           | 950              | 1000             |
| Ivano-Frankivsk-1    | 1000/302                 | -               | -                | plán na výstavbu zrušen | 950              | 1000             |
| Ivano-Frankivsk-2    | 1000/302                 | -               | -                | plán na výstavbu zrušen | 950              | 1000             |
| Jang-ťiang-1         | 1000/466                 | -               | -                | v provozu | -                | -                |
| Jang-ťiang-2         | 1000/466                 | -               | -                | v provozu | -                | -                |
| Jaroslavl-1          | 1000/320                 | -               | -                | plán na výstavbu zrušen roku 1990                                                                                           | 950              | 1000             |
| Jaroslavl-2          | 1000/320                 | -               | -                | plán na výstavbu zrušen roku 1990                                                                                           | 950              | 1000             |
| Jihoukrajinská-1     | 1000/302                 | 1977            | 1982             | v provozu (plánované uzavření v roce 2042)                                                                                  | 950              | 1000             |
| Jihoukrajinská-2     | 1000/338                 | 1979            | 1985             | v provozu (plánované uzavření v roce 2045)                                                                                  | 950              | 1000             |
| Jihoukrajinská-3     | 1000/320                 | 1985            | 1989             | v provozu (plánované uzavření v roce 2049)                                                                                  | 950              | 1000             |
| Jihoukrajinská-4     | 1000/320                 | 1987            | -                | výstavba zrušena roku 1989                                                                                                  | 950              | 1000             |
| Jihoukrajinská-5     | 1000/320                 | -               | -                | plán na výstavbu zrušen roku 1989                                                                                           | 950              | 1000             |
| Jihoukrajinská-6     | 1000/320                 | -               | -                | plán na výstavbu zrušen roku 1989                                                                                           | 950              | 1000             |
| Jihoukrajinská-7     | 1000/320                 | -               | -                | plán na výstavbu zrušen kvůli technickým překážkám                                                                          | 950              | 1000             |
| Jihoukrajinská-8     | 1000/320                 | -               | -                | plán na výstavbu zrušen kvůli technickým překážkám                                                                          | 950              | 1000             |
| Jordánsko-1          | 1000/412 nebo 392        | (2016)          | (2021)           | 2011 podepsána smlouva , 2018 plán zrušen                                                                                   | 990              | 1060             |
| Jordánsko-2          | 1000/412 nebo 392        | (2020)          | (2025)           | 2011 podepsána smlouva , 2018 plán zrušen                                                                                   | 990              | 1060             |
| Kalinin-1            | 1000/338                 | 1977            | 1984             | v provozu (licence do roku 2045)                                                                                            | 950              | 1000             |
| Kalinin-2            | 1000/338                 | 1982            | 1986             | v provozu (licence do roku 2046)                                                                                            | 950              | 1000             |
| Kalinin-3            | 1000/320                 | 1985            | 2004             | v provozu (licence do roku 2064)                                                                                            | 950              | 1000             |
| Kalinin-4            | 1000/320                 | 1986            | 2011             | v provozu (licence do roku 2071)                                                                                            | 950              | 1000             |
| Karélie-1            | 1000/320                 | -               | -                | plán na výstavbu zrušen roku 1990                                                                                           | 950              | 1000             |
| Karélie-2            | 1000/320                 | -               | -                | plán na výstavbu zrušen roku 1990                                                                                           | 950              | 1000             |
| Karélie-3            | 1000/320                 | -               | -                | plán na výstavbu zrušen roku 1990                                                                                           | 950              | 1000             |
| Karélie-4            | 1000/320                 | -               | -                | plán na výstavbu zrušen roku 1990                                                                                           | 950              | 1000             |
| Karolewo-1           | 1000/320                 | -               | -                | plán na výstavbu zrušen roku 1987, přesunuto do Warty                                                                       | 950              | 1000             |
| Karolewo-2           | 1000/320                 | -               | -                | plán na výstavbu zrušen roku 1987, přesunuto do Warty                                                                       | 950              | 1000             |
| Karolewo-3           | 1000/320                 | -               | -                | plán na výstavbu zrušen roku 1987, přesunuto do Warty                                                                       | 950              | 1000             |
| Karolewo-4           | 1000/320                 | -               | -                | plán na výstavbu zrušen roku 1987, přesunuto do Warty                                                                       | 950              | 1000             |
| Kecerovce-1          | 1000/320Č                | -               | -                | plán na výstavbu zrušen roku 1990                                                                                           | 950              | 1000             |
| Kecerovce-2          | 1000/320Č                | -               | -                | plán na výstavbu zrušen roku 1990                                                                                           | 950              | 1000             |
| Kecerovce-3          | 1000/320Č                | -               | -                | plán na výstavbu zrušen roku 1990                                                                                           | 950              | 1000             |
| Kecerovce-4          | 1000/320Č                | -               | -                | plán na výstavbu zrušen roku 1990                                                                                           | 950              | 1000             |
| Kyjev-1              | 1000/320                 | -               | -                | plán na výstavbu zrušen roku 1986                                                                                           | 900              | 950              |
| Kyjev-2              | 1000/320                 | -               | -                | plán na výstavbu zrušen roku 1986                                                                                           | 900              | 950              |
| Kostroma-1           | 1000/320                 | -               | -                | plán na výstavbu zrušen roku 1990                                                                                           | 950              | 1000             |
| Kostroma-2           | 1000/320                 | -               | -                | plán na výstavbu zrušen roku 1990                                                                                           | 950              | 1000             |
| Krasnodar-1          | 1000/320                 | -               | -                | plán na výstavbu zrušen roku 1988                                                                                           | 950              | 1000             |
| Krasnodar-2          | 1000/320                 | -               | -                | plán na výstavbu zrušen roku 1988                                                                                           | 950              | 1000             |
| Kola-5               | 1000/320                 | -               | -                | plán na výstavbu zrušen roku 1990                                                                                           | 950              | 1000             |
| Kola-6               | 1000/320                 | -               | -                | plán na výstavbu zrušen roku 1990                                                                                           | 950              | 1000             |
| Kozloduj-5           | 1000/320                 | 1980            | 1987             | v provozu (plánované uzavření v roce 2047)                                                                                  | 953              | 1000             |
| Kozloduj-6           | 1000/320                 | 1982            | 1991             | v provozu (plánované uzavření v roce 2051)                                                                                  | 953              | 1000             |
| Kozloduj-7           | 1000/320                 | -               | -                | plán na výstavbu zrušen roku 1990                                                                                           | 953              | 1000             |
| Kozloduj-8           | 1000/320                 | -               | -                | plán na výstavbu zrušen roku 1990                                                                                           | 953              | 1000             |
| Krym-1               | 1000/320                 | 1982            | -                | stavba zastavena roku 1989, v roce 2000 elektrárna zrušena, probíhá demolice                                                | 950              | 1000             |
| Krym-2               | 1000/320                 | -               | -                | stavba zastavena roku 1989, v roce 2000 elektrárna zrušena, probíhá demolice                                                | 950              | 1000             |
| Krym-3               | 1000/320                 | -               | -                | plán na výstavbu zrušen roku 1989                                                                                           | 950              | 1000             |
| Krym-4               | 1000/320                 | -               | -                | plán na výstavbu zrušen roku 1989                                                                                           | 950              | 1000             |
| Kujbyšev-1           | 1000/320                 | -               | -                | plán na výstavbu zrušen roku 1990                                                                                           | 950              | 1000             |
| Kujbyšev-2           | 1000/320                 | -               | -                | plán na výstavbu zrušen roku 1990                                                                                           | 950              | 1000             |
| Kujbyšev-3           | 1000/320                 | -               | -                | plán na výstavbu zrušen roku 1990                                                                                           | 950              | 1000             |
| Kujbyšev-4           | 1000/320                 | -               | -                | plán na výstavbu zrušen roku 1990                                                                                           | 950              | 1000             |
| Kujawy-1             | 1000/320                 | -               | -                | plán na výstavbu zrušen roku 1990                                                                                           | 950              | 1000             |
| Kujawy-2             | 1000/320                 | -               | -                | plán na výstavbu zrušen roku 1990                                                                                           | 950              | 1000             |
| Kujawy-3             | 1000/320                 | -               | -                | plán na výstavbu zrušen roku 1990                                                                                           | 950              | 1000             |
| Kujawy-4             | 1000/320                 | -               | -                | plán na výstavbu zrušen roku 1990                                                                                           | 950              | 1000             |
| Kursk-6              | 1000/392                 | -               | -                | plán v 90. letech po dokončení 5. bloku, nahrazeno Kursk II                                                                 | 990              | 1060             |
| Kursk-7              | 1000/392                 | -               | -                | plán v 90. letech po dokončení 5. bloku, nahrazeno Kursk II                                                                 | 990              | 1060             |
| Mecamor-3            | 1000/320                 | -               | -                | plán na výstavbu zrušen roku 1989                                                                                           | 950              | 1000             |
| Mecamor-4            | 1000/320                 | -               | -                | plán na výstavbu zrušen roku 1989                                                                                           | 950              | 1000             |
| Kúdankulam-1         | 1000/412                 | 2002            | 2013             | v provozu (plánované uzavření v roce 2073)                                                                                  | 917              | 1000             |
| Kúdankulam-2         | 1000/412                 | 2002            | 2014             | v provozu (plánované uzavření v roce 2074)                                                                                  | 917              | 1000             |
| Kúdankulam-3         | 1000/412M                | 2017            | (2025)           | ve výstavbě | 917              | 1000             |
| Kúdankulam-4         | 1000/412M                | 2017            | (2026)           | ve výstavbě | 917              | 1000             |
| Kúdankulam-5         | 1000/412M                | 2021            | (2028)           | ve výstavbě | 917              | 1000             |
| Kúdankulam-6         | 1000/412M                | 2021            | (2029)           | ve výstavbě | 917              | 1000             |
| Leningrad II-1       | 1000/466                 | -               | -                | nahrazeno VVER-1200 | -                | -                |
| Leningrad II-2       | 1000/466                 | -               | -                | nahrazeno VVER-1200 | -                | -                |
| Leningrad II-3       | 1000/466                 | -               | -                | nahrazeno VVER-1200 | -                | -                |
| Leningrad II-4       | 1000/466                 | -               | -                | nahrazeno VVER-1200 | -                | -                |
| Leningrad II-5       | 1000/466                 | -               | -                | zamýšleno pro export do Švédska, plán na výstavbu zrušen                                                                    | -                | -                |
| Leningrad II-6       | 1000/466                 | -               | -                | zamýšleno pro export do Švédska, plán na výstavbu zrušen                                                                    | -                | -                |
| Minsk-1              | 1000/320                 | 1983            | -                | výstavba zrušena roku 1990, přestavěno na teplárnu                                                                          | 950              | 1000             |
| Minsk-2              | 1000/320                 | -               | -                | plán na výstavbu zrušen roku 1990, přestavěno na teplárnu                                                                   | 950              | 1000             |
| Mníšek pod Brdy-1    | 1000/320Č                | -               | -                | plán na výstavbu zrušen | 950              | 1000             |
| Mníšek pod Brdy-2    | 1000/320Č                | -               | -                | plán na výstavbu zrušen | 950              | 1000             |
| Mochovce-5           | 1000/320Č                | -               | -                | plán na výstavbu zrušen roku 1990                                                                                           | 950              | 1000             |
| Mochovce-6           | 1000/320Č                | -               | -                | plán na výstavbu zrušen roku 1990                                                                                           | 950              | 1000             |
| Mochovce-7           | 1000/320Č                | -               | -                | plán na výstavbu zrušen roku 1990                                                                                           | 950              | 1000             |
| Mochovce-8           | 1000/320Č                | -               | -                | plán na výstavbu zrušen roku 1990                                                                                           | 950              | 1000             |
| Moldavsko-1          | 1000/320Č                | -               | -                | plán na výstavbu zrušen roku 1990                                                                                           | 950              | 1000             |
| Moldavsko-2          | 1000/320Č                | -               | -                | plán na výstavbu zrušen roku 1990                                                                                           | 950              | 1000             |
| Moldavsko-3          | 1000/320Č                | -               | -                | plán na výstavbu zrušen roku 1990                                                                                           | 950              | 1000             |
| Novovoroněž-5        | 1000/187                 | 1974            | 1980             | v provozu (plánované uzavření v roce 2040)                                                                                  | 950              | 1000             |
| Novovoroněž-6        | 1000/392                 | -               | -                | stavební povolení uděleno roku 1999, nahrazeno dvěma VVER-1200                                                              | 990              | 1060             |
| Novovoroněž-7        | 1000/392                 | -               | -                | stavební povolení uděleno roku 1999, nahrazeno dvěma VVER-1200                                                              | 990              | 1060             |
| Oděsa-1              | 1000/320                 | 1980            | -                | výstavba zrušena roku 1989                                                                                                  | 900              | 940              |
| Oděsa-2              | 1000/320                 | 1982            | -                | výstavba zrušena roku 1989                                                                                                  | 900              | 940              |
| Olkiluoto-3          | 1000/413                 | -               | -                | výběrové řízení skončilo v roce 1991 bez výsledku                                                                           | 950              | 1000             |
| Olkiluoto-3          | 1000/466                 | -               | -                | výběrové řízení skončilo v roce 2003 prohrou, postaven EPR-1600                                                             | 950              | 1000             |
| Opatovice-1 (Tetov)  | 1000/320Č                | -               | -                | plán na výstavbu zrušen roku 1990                                                                                           | 950              | 1000             |
| Opatovice-2 (Tetov)  | 1000/320Č                | -               | -                | plán na výstavbu zrušen roku 1990                                                                                           | 950              | 1000             |
| Opatovice-3 (Tetov)  | 1000/320Č                | -               | -                | plán na výstavbu zrušen roku 1990                                                                                           | 950              | 1000             |
| Opatovice-4 (Tetov)  | 1000/320Č                | -               | -                | plán na výstavbu zrušen roku 1990                                                                                           | 950              | 1000             |
| Paks-5               | 1000/320                 | -               | -                | plán na výstavbu zrušen roku 1989                                                                                           | 950              | 1000             |
| Paks-6               | 1000/320                 | -               | -                | plán na výstavbu zrušen roku 1989                                                                                           | 950              | 1000             |
| Paks-7               | 1000/320                 | -               | -                | plán na výstavbu zrušen roku 1982                                                                                           | 950              | 1000             |
| Paks-8               | 1000/320                 | -               | -                | plán na výstavbu zrušen roku 1982                                                                                           | 950              | 1000             |
| Pāvilosta-1          | 1000/320                 | -               | -                | plán na výstavbu zrušen roku 1990                                                                                           | 950              | 1000             |
| Pāvilosta-2          | 1000/320                 | -               | -                | plán na výstavbu zrušen roku 1990                                                                                           | 950              | 1000             |
| Pāvilosta-3          | 1000/320                 | -               | -                | plán na výstavbu zrušen roku 1990                                                                                           | 950              | 1000             |
| Pāvilosta-4          | 1000/320                 | -               | -                | plán na výstavbu zrušen roku 1990                                                                                           | 950              | 1000             |
| Perm-1               | 1000/320                 | -               | -                | plán na výstavbu zrušen roku 1990                                                                                           | 950              | 1000             |
| Perm-2               | 1000/320                 | -               | -                | plán na výstavbu zrušen roku 1990                                                                                           | 950              | 1000             |
| Phước Dinh-1         | 1000/428                 | -               | -                | plán na výstavbu zrušen roku 2016                                                                                           | 950              | 1000             |
| Phước Dinh-2         | 1000/428                 | -               | -                | plán na výstavbu zrušen roku 2016                                                                                           | 950              | 1000             |
| Puerto Esperanza-1   | 1000/320                 | -               | -                | plán na výstavbu zrušen roku 1990                                                                                           | 950              | 1000             |
| Puerto Esperanza-2   | 1000/320                 | -               | -                | plán na výstavbu zrušen roku 1990                                                                                           | 950              | 1000             |
| Puerto Esperanza-3   | 1000/320                 | -               | -                | plán na výstavbu zrušen roku 1990                                                                                           | 950              | 1000             |
| Puerto Esperanza-4   | 1000/320                 | -               | -                | plán na výstavbu zrušen roku 1990                                                                                           | 950              | 1000             |
| Rostov-1             | 1000/320                 | 1981            | 2001             | v provozu (plánované uzavření v roce 2061)                                                                                  | 950              | 1000             |
| Rostov-2             | 1000/320                 | 1983            | 2010             | v provozu (plánované uzavření v roce 2070)                                                                                  | 950              | 1000             |
| Rostov-3             | 1000/320I                | 2009            | 2015             | v provozu (plánované uzavření v roce 2075)                                                                                  | 1011             | 1070             |
| Rostov-4             | 1000/320I                | 2010            | 2018             | v provozu (plánované uzavření v roce 2078)                                                                                  | 1011             | 1070             |
| Rostov-5             | 1000/320                 | -               | -                | plán na výstavbu zrušen roku 1990                                                                                           | 1011             | 1070             |
| Rostov-6             | 1000/320                 | -               | -                | plán na výstavbu zrušen roku 1990                                                                                           | 1011             | 1070             |
| Rovno-3              | 1000/320                 | 1980            | 1986             | v provozu (plánované uzavření v roce 2046)                                                                                  | 950              | 1000             |
| Rovno-4              | 1000/320                 | 1986            | 2004             | v provozu (plánované uzavření v roce 2064)                                                                                  | 950              | 1000             |
| Rovno-5              | 1000/320                 | -               | -                | plán na výstavbu zrušen roku 1990                                                                                           | 950              | 1000             |
| Rovno-6              | 1000/320                 | -               | -                | plán na výstavbu zrušen roku 1990                                                                                           | 950              | 1000             |
| Sanmen-1             | 1000/466                 | -               | -                | výběrové řízení prohráno v roce 2006, postaven AP1000                                                                       | 950              | 1000             |
| Sanmen-2             | 1000/466                 | -               | -                | výběrové řízení prohráno v roce 2006, postaven AP1000                                                                       | 950              | 1000             |
| Səngəçal-1           | 1000/320                 | -               | -                | plán na výstavbu zrušen roku 1990                                                                                           | 900              | 950              |
| Səngəçal-2           | 1000/320                 | -               | -                | plán na výstavbu zrušen roku 1990                                                                                           | 900              | 950              |
| Səngəçal-3           | 1000/320                 | -               | -                | plán na výstavbu zrušen roku 1990                                                                                           | 900              | 950              |
| Səngəçal-4           | 1000/320                 | -               | -                | plán na výstavbu zrušen roku 1990                                                                                           | 900              | 950              |
| Smolensk-5           | 1000/392                 | -               | -                | plán na výstavbu zrušen roku 1990                                                                                           | 990              | 1060             |
| Smolensk-6           | 1000/392                 | -               | -                | plán na výstavbu zrušen roku 1990                                                                                           | 990              | 1060             |
| Stendal-1            | 1000/320DD               | 1982            | -                | výstavba zrušena roku 1991                                                                                                  | 900              | 970              |
| Stendal-2            | 1000/320DD               | 1984            | -                | výstavba zrušena roku 1991                                                                                                  | 900              | 970              |
| Stendal-3            | 1000/320DD, později 392  | -               | -                | plán na výstavbu zrušen roku 1991                                                                                           | 900/990          | 970/1060         |
| Stendal-4            | 1000/320DD, později 392  | -               | -                | plán na výstavbu zrušen roku 1991                                                                                           | 900/990          | 970/1060         |
| Stendal-5            | 1000/392                 | -               | -                | plán na výstavbu zrušen | 990              | 1060             |
| Stendal-6            | 1000/392                 | -               | -                | plán na výstavbu zrušen | 990              | 1060             |
| Tatarstán-1          | 1000/320                 | 1987            | (1992)           | stavba zastavena roku 1993; okolo roku 2000 uvažováno o dostavbě                                                            | 950              | 1000             |
| Tatarstán-2          | 1000/320                 | 1988            | (1994)           | stavba zastavena roku 1993; okolo roku 2000 uvažováno o dostavbě                                                            | 950              | 1000             |
| Tatarstán-3          | 1000/320                 | -               | -                | plán na výstavbu zrušen roku 1993; okolo roku 2000 uvažováno o dostavbě                                                     | 950              | 1000             |
| Tatarstán-4          | 1000/320                 | -               | -                | plán na výstavbu zrušen roku 1993; okolo roku 2000 uvažováno o dostavbě                                                     | 950              | 1000             |
| Tatarstán-5          | 1000/320                 | -               | -                | plán na výstavbu zrušen roku 1993                                                                                           | 950              | 1000             |
| Tatarstán-6          | 1000/320                 | -               | -                | plán na výstavbu zrušen roku 1993                                                                                           | 950              | 1000             |
| Tatarstán-7          | 1000/320                 | -               | -                | plán na výstavbu zrušen roku 1993                                                                                           | 950              | 1000             |
| Tatarstán-8          | 1000/320                 | -               | -                | plán na výstavbu zrušen roku 1993                                                                                           | 950              | 1000             |
| Tchienwan-1          | 1000/428                 | 1999            | 2007             | v provozu | 1000             | 1060             |
| Tchienwan-2          | 1000/428                 | 2000            | 2007             | v provozu | 1000             | 1060             |
| Tchienwan-3          | 1000/428M                | 2012            | 2018             | v provozu | 1060             | 1126             |
| Tchienwan-4          | 1000/428M                | 2013            | 2018             | v provozu | 1060             | 1126             |
| Tchienwan-5          | 1000/428                 | -               | -                | výběrové řízení prohráno v roce 1997, postaven ACPR-1000                                                                    | 1000             | 1000             |
| Tchienwan-6          | 1000/428                 | -               | -                | výběrové řízení prohráno v roce 1997, postaven ACPR-1000                                                                    | 1000             | 1000             |
| Tchienwan-7          | 1000/428                 | -               | -                | výběrové řízení prohráno v roce 1997, postaven VVER-1200                                                                    | 1000             | 1000             |
| Tchienwan-8          | 1000/428                 | -               | -                | výběrové řízení prohráno v roce 1997, postaven VVER-1200                                                                    | 1000             | 1000             |
| Temelín-1            | 1000/320Č                | 1987            | 2000             | v provozu (plánované uzavření v roce 2060 nebo 2080)                                                                        | 1026             | 1080             |
| Temelín-2            | 1000/320Č                | 1987            | 2002             | v provozu (plánované uzavření v roce 2062 nebo 2082)                                                                        | 1026             | 1080             |
| Temelín-3            | 1000/320Č                | -               | -                | výstavba zastavena roku v březnu 1990                                                                                       | 892              | 972              |
| Temelín-4            | 1000/320Č                | -               | -                | výstavba zastavena roku v březnu 1990                                                                                       | 892              | 972              |
| Vitebsk-1            | 1000/320                 | -               | -                | plán na výstavbu zrušen roku 1990                                                                                           | 950              | 1000             |
| Vitebsk-2            | 1000/320                 | -               | -                | plán na výstavbu zrušen roku 1990                                                                                           | 950              | 1000             |
| Volgograd-1          | 1000/320                 | -               | -                | plán na výstavbu zrušen roku 1990                                                                                           | 900              | 940              |
| Volgograd-2          | 1000/320                 | -               | -                | plán na výstavbu zrušen roku 1990                                                                                           | 900              | 940              |
| Warta-1              | 1000/320                 | -               | -                | plán na výstavbu zrušen roku 1990                                                                                           | 950              | 1000             |
| Warta-2              | 1000/320                 | -               | -                | plán na výstavbu zrušen roku 1990                                                                                           | 950              | 1000             |
| Warta-3              | 1000/320                 | -               | -                | plán na výstavbu zrušen roku 1990                                                                                           | 950              | 1000             |
| Warta-4              | 1000/320                 | -               | -                | plán na výstavbu zrušen roku 1990                                                                                           | 950              | 1000             |
| Zakarpatí-1          | 1000                     | -               | -                | plán na výstavbu zrušen | 950              | 1000             |
| Zakarpatí-2          | 1000                     | -               | -                | plán na výstavbu zrušen | 950              | 1000             |
| Záporoží-1           | 1000/320                 | 1980            | 1984             | v provozu (plánované uzavření v roce 2044)                                                                                  | 950              | 1000             |
| Záporoží-2           | 1000/320                 | 1981            | 1985             | v provozu (plánované uzavření v roce 2045)                                                                                  | 950              | 1000             |
| Záporoží-3           | 1000/320                 | 1982            | 1986             | v provozu (plánované uzavření v roce 2046)                                                                                  | 950              | 1000             |
| Záporoží-4           | 1000/320                 | 1983            | 1987             | v provozu (plánované uzavření v roce 2047)                                                                                  | 950              | 1000             |
| Záporoží-5           | 1000/320                 | 1985            | 1989             | v provozu (plánované uzavření v roce 2049)                                                                                  | 950              | 1000             |
| Záporoží-6           | 1000/320                 | 1986            | 1995             | v provozu (plánované uzavření v roce 2055)                                                                                  | 950              | 1000             |
| Záporoží-7           | 1000/320                 | -               | -                | plán na výstavbu zrušen roku 1990                                                                                           | 950              | 1000             |
| Záporoží-8           | 1000/320                 | -               | -                | plán na výstavbu zrušen roku 1990                                                                                           | 950              | 1000             |

| Legenda: | v provozu | uzavřena | ve výstavbě | výstavba zrušena |